# Leichtathletik-Europameisterschaften 2022
| Medaillenspiegel               | Medaillenspiegel | Medaillenspiegel | Medaillenspiegel | Medaillenspiegel | Medaillenspiegel |
| Platz                          | Land             | Gold             | Silber           | Bronze           | Gesamt           |
| ------------------------------ | ---------------- | ---------------- | ---------------- | ---------------- | ---------------- |
| 1                              | Deutschland      | 7                | 7                | 2                | 16               |
| 2                              | Großbritannien   | 6                | 6                | 8                | 20               |
| 3                              | Spanien          | 4                | 3                | 3                | 10               |
| 4                              | Griechenland     | 4                | 1                | 0                | 5                |
| 5                              | Niederlande      | 4                | 0                | 2                | 6                |
| 6                              | Polen            | 3                | 6                | 5                | 14               |
| 7                              | Italien          | 3                | 2                | 6                | 11               |
| 8                              | Norwegen         | 3                | 1                | 2                | 6                |
| 9                              | Ukraine          | 2                | 1                | 2                | 5                |
| 10                             | Finnland         | 2                | 1                | 1                | 4                |
| Vollständiger Medaillenspiegel |                  |                  |                  |                  |                  |

Die 25. Leichtathletik-Europameisterschaften fanden vom 15. bis 21. August 2022 im Olympiastadion München statt. Sie waren Teil der vom 11. bis 21. August des Jahres in der deutschen Stadt München ausgetragenen 2. European Championships. Alleine in der Leichtathletik gab es fünfzig Medaillenentscheidungen.

## Teilnehmer
In der Sportart Leichtathletik waren 1485 Athletinnen und Athleten aus 48 Nationen gemeldet. Russland und Belarus waren aufgrund des russischen Überfalls auf die Ukraine komplett ausgeschlossen, auch als unabhängige Teilnehmer unter neutraler Flagge waren Athleten aus diesen Ländern nicht zugelassen.

## Wettbewerbe
Im Wettbewerbskatalog gab es zwei Veränderungen.
- Das 50-km-Gehen als längste Gehdistanz wurde abgelöst durch das 35-km-Gehen.
- Den bislang bereits ausgetragenen Mannschaftswertungen der Marathonläufe für Frauen und Männer wurde ein voller Disziplinstatus eingeräumt. Die Teamwertung ging somit erstmals auch in die Medaillenwertung mit ein.

## TV-Übertragung
ARD und ZDF übertrugen im Konferenzformat täglich alle Medaillenentscheidungen live. Im Internet auf der Website der Sportschau konnte man sich zusätzlich zum TV-Livestream die Streams der verschiedenen Wettkämpfe anschauen.
ARD:
- Kommentatoren: Ralf Scholt und Willi Hark (Olympiastadion), Tim Tonder (Livestream)
- Moderator: Claus Lufen
- Experte: Frank Busemann

ZDF:
- Kommentatoren: Peter Leissl, Marc Windgassen und Fabian Meseberg
- Moderator: Norbert König

## Qualifikationsnormen
Der Qualifikationszeitraum erstreckte sich vom 27. Januar 2021 bis zum 26. Juli 2022 für den 10.000-Meter-Lauf, den Marathonlauf, das 20-km-Gehen, das 35-km-Gehen (Qualifikation auch mittels einer über 50 km erzielten Zeit möglich) und die Mehrkämpfe sowie vom 1. Januar 2021 bis zum 26. Juli 2022 für die Staffelwettbewerbe. Für alle anderen Wettbewerbe lag der Qualifikationszeitraum zwischen dem 27. Juli 2021 und dem 26. Juli 2022.
| Sportart                          | Männer                                       | Frauen                                       |
| --------------------------------- | -------------------------------------------- | -------------------------------------------- |
| 100 Meter                         | 10,16 s00                                    | 11,24 s00                                    |
| 200 Meter                         | 20,43 s00                                    | 23,05 s00                                    |
| 400 Meter                         | 45,70 s00                                    | 51,70 s00                                    |
| 800 Meter                         | 1:45,90 min                                  | 2:00,40 min                                  |
| 1500 Meter                        | 3:36,00 min                                  | 4:06,00 min                                  |
| 5000 Meter                        | 13:24,00 min                                 | 15:25,00 min                                 |
| 10.000 Meter                      | 28:15,00 min                                 | 32:20,00 min                                 |
| Marathon                          | 2:14:30 h0000                                | 2:32:00 h0000                                |
| 110 Meter Hürden/100 Meter Hürden | 13,50 s00                                    | 12,93 s00                                    |
| 400 Meter Hürden                  | 49,50 s00                                    | 55,85 s00                                    |
| 3000 Meter Hindernis              | 8:30,00 min                                  | 9:39,00 min                                  |
| 20-km-Gehen                       | 1:22:10 h0000                                | 1:32:15 h0000                                |
| 35-km-Gehen                       | 2:35:30 h0000 oder über 50 km: 3:54:00 h0000 | 2:55:00 h0000 oder über 50 km: 4:25:00 h0000 |
| Hochsprung                        | 2,30 m                                       | 1,95 m                                       |
| Stabhochsprung                    | 5,75 m                                       | 4,60 m                                       |
| Weitsprung                        | 8,10 m                                       | 6,79 m                                       |
| Dreisprung                        | 16,95 m                                      | 14,25 m                                      |
| Kugelstoßen                       | 20,85 m                                      | 18,20 m                                      |
| Diskuswurf                        | 65,20 m                                      | 60,50 m                                      |
| Hammerwurf                        | 77,00 m                                      | 71,80 m                                      |
| Speerwurf                         | 84,00 m                                      | 62,50 m                                      |
| Zehnkampf/Siebenkampf             | 8100 Punkte                                  | 6250 Punkte                                  |

## Wettkampfplan
| M | morgens | A | abends | Q | Qualifikation | V | Vorlauf | ½ | Halbfinale | F | Finale |

| Datum →          | Mo 15. | Mo 15. | Di 16. | Di 16. | Di 16. | Mi 17. | Mi 17. | Mi 17. | Do 18. | Do 18. | Fr 19. | Fr 19. | Sa 20. | Sa 20. | So 21. |
| ---------------- | ------ | ------ | ------ | ------ | ------ | ------ | ------ | ------ | ------ | ------ | ------ | ------ | ------ | ------ | ------ |
| Wettkampf ↓      | M      | A      | M      | A      | A      | M      | A      | A      | M      | A      | M      | A      | M      | A      | A      |
| 100 m            | V      |        |        | ½      | F      |        |        |        |        |        |        |        |        |        |        |
| 200 m            |        |        |        |        |        |        |        |        | V      | ½      |        | F      |        |        |        |
| 400 m            |        | V      | ½      |        |        |        | F      | F      |        |        |        |        |        |        |        |
| 800 m            |        |        |        |        |        |        |        |        | V      |        |        | ½      |        |        | F      |
| 1500 m           |        | V      |        |        |        |        |        |        |        | F      |        |        |        |        |        |
| 5000 m           |        |        |        | F      | F      |        |        |        |        |        |        |        |        |        |        |
| 10.000 m         |        |        |        |        |        |        |        |        |        |        |        |        |        |        | F      |
| Marathon         | F      |        |        |        |        |        |        |        |        |        |        |        |        |        |        |
| 110 m Hürden     |        |        | V      |        |        |        | ½      | F      |        |        |        |        |        |        |        |
| 400 m Hürden     |        |        |        |        |        | V      |        |        | ½      |        |        | F      |        |        |        |
| 3000 m Hindernis |        |        | V      |        |        |        |        |        |        |        |        | F      |        |        |        |
| 4 × 100 m        |        |        |        |        |        |        |        |        |        |        | V      |        |        |        | F      |
| 4 × 400 m        |        |        |        |        |        |        |        |        |        |        | V      |        |        | F      |        |
| 20 km Gehen      |        |        |        |        |        |        |        |        |        |        |        |        | F      |        |        |
| 35 km Gehen      |        |        | F      |        |        |        |        |        |        |        |        |        |        |        |        |
| Weitsprung       | Q      |        |        | F      | F      |        |        |        |        |        |        |        |        |        |        |
| Dreisprung       |        | Q      |        |        |        |        | F      | F      |        |        |        |        |        |        |        |
| Hochsprung       |        |        |        | Q      | Q      |        |        |        |        | F      |        |        |        |        |        |
| Stabhochsprung   |        |        |        |        |        |        |        |        | Q      |        |        |        |        | F      |        |
| Kugelstoßen      | Q      | F      |        |        |        |        |        |        |        |        |        |        |        |        |        |
| Diskuswurf       |        |        |        |        |        | Q      |        |        |        |        |        | F      |        |        |        |
| Hammerwurf       |        |        |        |        |        | Q      |        |        |        | F      |        |        |        |        |        |
| Speerwurf        |        |        |        |        |        |        |        |        |        |        | Q      |        |        |        | F      |
| Zehnkampf        | F      | F      | F      | F      | F      |        |        |        |        |        |        |        |        |        |        |

| Datum →          | Mo 15. | Mo 15. | Di 16. | Di 16. | Di 16. | Mi 17. | Mi 17. | Do 18. | Do 18. | Fr 19. | Fr 19. | Sa 20. | Sa 20. | So 21. | So 21. |
| ---------------- | ------ | ------ | ------ | ------ | ------ | ------ | ------ | ------ | ------ | ------ | ------ | ------ | ------ | ------ | ------ |
| Wettkampf ↓      | M      | A      | M      | A      | A      | M      | A      | M      | A      | M      | A      | M      | A      | A      | A      |
| 100 m            | V      |        |        | ½      | F      |        |        |        |        |        |        |        |        |        |        |
| 200 m            |        |        |        |        |        |        |        | V      | ½      |        | F      |        |        |        |        |
| 400 m            |        | V      | ½      |        |        |        | F      |        |        |        |        |        |        |        |        |
| 800 m            |        |        |        |        |        |        |        | V      |        | ½      |        |        | F      |        |        |
| 1500 m           |        |        | V      |        |        |        |        |        |        |        | F      |        |        |        |        |
| 5000 m           |        |        |        |        |        |        |        |        | F      |        |        |        |        |        |        |
| 10.000 m         |        | F      |        |        |        |        |        |        |        |        |        |        |        |        |        |
| Marathon         | F      |        |        |        |        |        |        |        |        |        |        |        |        |        |        |
| 100 m Hürden     |        |        |        |        |        |        |        |        |        |        |        |        | V      | ½      | F      |
| 400 m Hürden     |        |        |        |        |        | V      |        | ½      |        |        | F      |        |        |        |        |
| 3000 m Hindernis |        |        |        |        |        |        |        | V      |        |        |        |        | F      |        |        |
| 4 × 100 m        |        |        |        |        |        |        |        |        |        | V      |        |        |        | F      | F      |
| 4 × 400 m        |        |        |        |        |        |        |        |        |        | V      |        |        | F      |        |        |
| 20 km Gehen      |        |        |        |        |        |        |        |        |        |        |        | F      |        |        |        |
| 35 km Gehen      |        |        | F      |        |        |        |        |        |        |        |        |        |        |        |        |
| Weitsprung       |        |        | Q      |        |        |        |        |        | F      |        |        |        |        |        |        |
| Dreisprung       |        |        |        |        |        | Q      |        |        |        |        | F      |        |        |        |        |
| Hochsprung       |        |        |        |        |        |        |        |        |        | Q      |        |        |        | F      | F      |
| Stabhochsprung   | Q      |        |        |        |        |        | F      |        |        |        |        |        |        |        |        |
| Kugelstoßen      | Q      | F      |        |        |        |        |        |        |        |        |        |        |        |        |        |
| Diskuswurf       |        | Q      |        | F      | F      |        |        |        |        |        |        |        |        |        |        |
| Hammerwurf       |        |        | Q      |        |        |        | F      |        |        |        |        |        |        |        |        |
| Speerwurf        |        |        |        |        |        |        |        | Q      |        |        |        |        | F      |        |        |
| Siebenkampf      |        |        |        |        |        | F      | F      | F      | F      |        |        |        |        |        |        |

## Sportliche Leistungen
Die Resultate dieser EM lagen auf einem insgesamt hohen Niveau.
Folgende Rekorde wurden neu aufgestellt oder egalisiert:
- vierzehn neue oder egalisierte Europameisterschaftsrekorde in zwölf Disziplinen
  - 9,95 s (Egalisierung) – Marcell Jacobs (Italien), 100 Meter, Finale
  - 3:32,76 min – Jakob Ingebrigtsen (Norwegen), 1500 Meter, Finale
  - 6:31:48 h – Israel (Maru Teferi, Gashau Ayale, Jona Efoloko, Yimer Getahun), Marathon, Mannschaftswertung
  - 47,12 s – Karsten Warholm (Norwegen), 400 Meter Hürden, Finale
  - 37,67 s – Großbritannien (Jeremiah Azu, Zharnel Hughes, Jona Efoloko, Nethaneel Mitchell-Blake), 4 × 100 Meter, Finale
  - 2:26:49 h – Miguel Ángel López (Spanien), 35-km-Gehen
  - 6,06 m – Armand Duplantis (Schweden), Stabhochsprung, Finale
  - 8,52 m – Miltiadis Tendoglou (Griechenland), Weitsprung, Finale
  - 69,06 m – Kristjan Čeh (Slowenien), Diskuswurf, Qualifikation
  - 69,78 m – Mykolas Alekna (Litauen), Diskuswurf, Finale
  - 52,67 s – Femke Bol (Niederlande), 400 Meter Hürden, Finale
  - 9:11,31 min – Luiza Gega (Albanien), 3000 Meter Hindernis, Finale
  - 2:47:00 h – Antigoni Drisbioti (Griechenland), 35-km-Gehen
  - 4,85 m (Egalisierung) – Wilma Murto (Finnland), Stabhochsprung, Finale
- eine Weltjahresbestleistung:
  - 82,00 m – Wojciech Nowicki (Polen), Hammerwurf, Finale
- sechs Europajahresbestleistungen in fünf Disziplinen
  - 13,14 s – Asier Martínez (Spanien), 110 Meter Hürden, Finale
  - 13,14 s – Pascal Martinot-Lagarde (Frankreich), 110 Meter Hürden, Finale
  - 49,44 s – Femke Bol (Niederlande), 400 Meter, Finale
  - 3:20,87 min – Niederlande (Eveline Saalberg, Lieke Klaver, Lisanne de Witte, Femke Bol), 4 × 400 Meter, Finale
  - 15,02 m – Maryna Bech-Romantschuk (Ukraine), Dreisprung, Finale
  - 20,24 m – Jessica Schilder (Niederlande), Kugelstoßen, Finale
- 25 Landesrekorde in sechzehn Disziplinen

In der Medaillenwertung lag Deutschland mit sieben EM-Titeln vorn. Dahinter folgte Großbritannien mit sechs Europameistern. Drei Länder hatten jeweils drei Europameister in ihren Reihen: Spanien (dazu dreimal Silber und dreimal Bronze), Griechenland (dazu einmal Silber) und die Niederlande (dazu zweimal Bronze). Je drei Goldmedaillen hatten Polen (dazu sechsmal Silber und fünfmal Bronze), Italien (dazu zweimal Silber und sechsmal Bronze) und Norwegen (dazu einmal Silber und zweimal Bronze) auf ihrem Konto. Die Ukraine, Finnland und Kroatien hatten jeweils zwei Titelträger in ihren Reihen.
Bei den einzelnen Sportlern sind besonders folgende Leistungen zu nennen.
- Eine Athletin errang drei Goldmedaillen bei diesen Meisterschaften:
  - Femke Bol (Niederlande) – 400 Meter, 400 Meter Hürden und 4 × 400 m
- Fünf weitere Sportler errangen jeweils zwei Goldmedaillen in München:
  - Jakob Ingebrigtsen (Norwegen) – 1500 Meter und 5000 Meter
  - Antigoni Drisbioti (Griechenland) – 20-km-Gehen und 35-km-Gehen
  - Zharnel Hughes (Großbritannien) – 200 Meter und 4 × 100 m
  - Matthew Hudson-Smith (Großbritannien) – 400 Meter und 4 × 400 m
  - Gina Lückenkemper (Deutschland) – 100 Meter und 4 × 100 m
- Folgende Europameister von 2022 hatten bereits vorher EM-Titel gewonnen:
  - Sandra Perković (Kroatien) – Diskuswurf, sechster Titel in Folge
  - Jakob Ingebrigtsen (Norwegen) – Wiederholung seiner Erfolge von 2018 über 1500 Meter und 5000 Meter; damit jetzt vierfacher Europameister
  - Zharnel Hughes (Großbritannien) – 2022: 200 Meter und 4 × 100 m / 2018: 100 Meter und 4 × 100 m; damit jetzt vierfacher Europameister
  - Yasemin Can (Türkei) – 2022: 10.000 Meter / 2016: 5000 und 10.000 Meter; damit jetzt dreifache Europameisterin
  - Matthew Hudson-Smith (Großbritannien) – 2022: 400 Meter und 4 × 400 m / 2018: 400 Meter; damit jetzt dreifacher Europameister
  - Karsten Warholm (Norwegen) – Wiederholung seines Erfolgs von 2018 über 400 Meter Hürden; damit jetzt zweifacher Europameister
  - Álvaro Martín (Spanien) – Wiederholung seines Erfolgs von 2018 im 20-km-Gehen; damit jetzt zweifacher Europameister
  - Gianmarco Tamberi (Italien) – Wiederholung seines Erfolgs von 2016 im Hochsprung; damit jetzt zweifacher Europameister
  - Armand Duplantis (Schweden) – Wiederholung seines Erfolgs von 2018 im Stabhochsprung; damit jetzt zweifacher Europameister
  - Miltiadis Tendoglou (Griechenland) – Wiederholung seines Erfolgs von 2018 im Dreisprung; damit jetzt zweifacher Europameister
  - Laura Muir (Großbritannien) – Wiederholung ihres Erfolgs von 2018 über 1500 Meter; damit jetzt zweifache Europameisterin
  - Ivana Vuleta (Serbien) – Wiederholung ihres Erfolgs von 2016 im Weitsprung (damals als Ivana Španović); damit jetzt zweifache Europameisterin
  - Nethaneel Mitchell-Blake (Großbritannien) – Wiederholung seines Erfolgs von 2018 über 4 × 100 m; damit jetzt zweifacher Europameister

## Regelungen für die Jahresbesten bis zu Streckenlängen von 400Metern
Wie schon bei den Europameisterschaften 2016 und 2018 waren die zwölf Jahresschnellsten in den Sprints und Hürdensprints bis einschließlich 400 Meter auch hier in München direkt für die Halbfinals qualifiziert. Dort wurden zur Ermittlung der Finalteilnehmer jeweils drei Läufe ausgetragen. Alle anderen Athleten mussten sich zunächst in einer Vorrunde für die Semifinalteilnahme qualifizieren.

## Legende
Kurze Übersicht zur Bedeutung der Symbolik – so üblicherweise auch in sonstigen Veröffentlichungen verwendet:
| CR  | Championshiprekord                       |
| NR  | Nationaler Rekord                        |
| WL  | Weltjahresbestleistung                   |
| EL  | Europajahresbestleistung                 |
| PB  | Persönliche Bestleistung                 |
| SB  | Persönliche Saisonbestleistung           |
| e   | egalisiert                               |
| DNF | Wettkampf nicht beendet (did not finish) |
| DSQ | disqualifiziert                          |

Anmerkung:

In Bezug auf die Angaben zu den personenbezogenen Bestleistungen (PB/SB) besteht Unsicherheit, ob diese auf dem aktuellen Stand sind und den Realitäten entsprechen. Bei den Veranstaltungen vergangener Jahre sind im Hinblick auf diese Angaben viele Fehler aufgetreten, sodass sie in zahlreichen Artikeln zu Leichtathletikveranstaltungen weggelassen wurden. Hier sind sie unter Vorbehalt mit aufgelistet.

## Resultate Männer

### 100 m

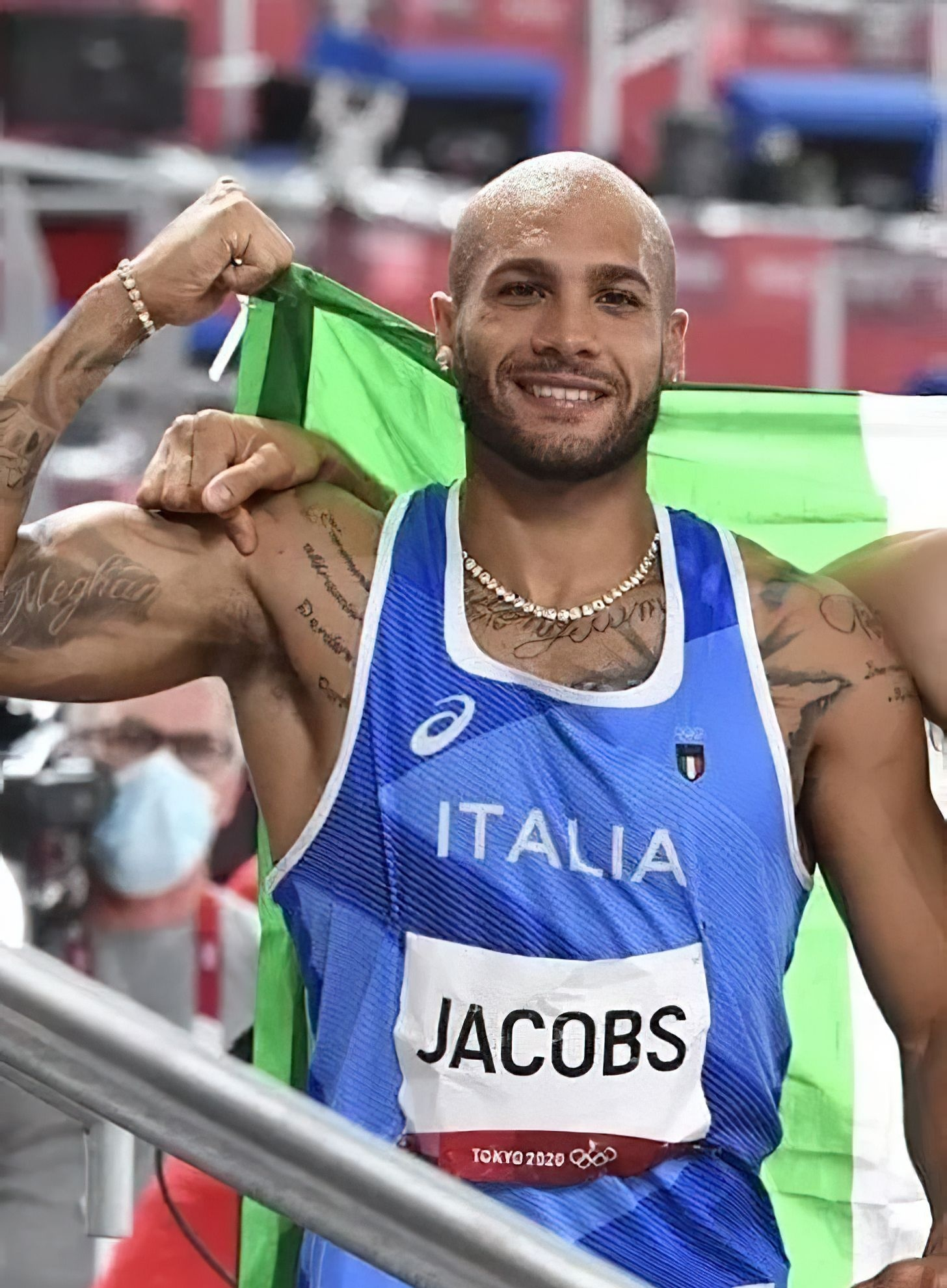
Gold für den Olympiasieger und Europarekordinhaber Marcell Jacobs

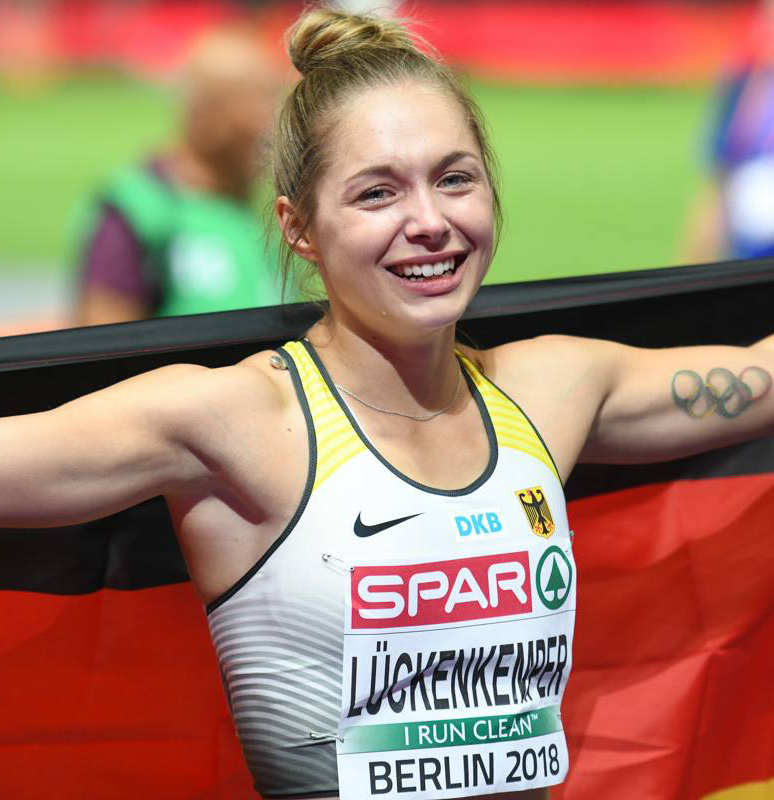
Europameisterin Gina Lückenkemper

| Platz | Athlet          | Land | Zeit (s)  |
| ----- | --------------- | ---- | --------- |
| 1     | Marcell Jacobs  | ITA  | 09,95 CRe |
| 2     | Zharnel Hughes  | GBR  | 09,990000 |
| 3     | Jeremiah Azu    | GBR  | 10,13 PB0 |
| 4     | Ján Volko       | SVK  | 10,160000 |
| 5     | Mouhamadou Fall | FRA  | 10,170000 |
| 6     | Israel Olatunde | IRL  | 10,17 NR0 |
| 7     | Reece Prescod   | GBR  | 10,180000 |
| 8     | Chituru Ali     | ITA  | 10,280000 |

Finale: 16. August 2022, 22:15 Uhr
Wind: +0,1 m/s

### 200 m

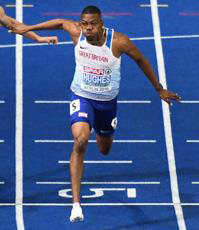
Zharnel Hughes, 2018 Sieger über 100, 2022 Europameister über 200 Meter

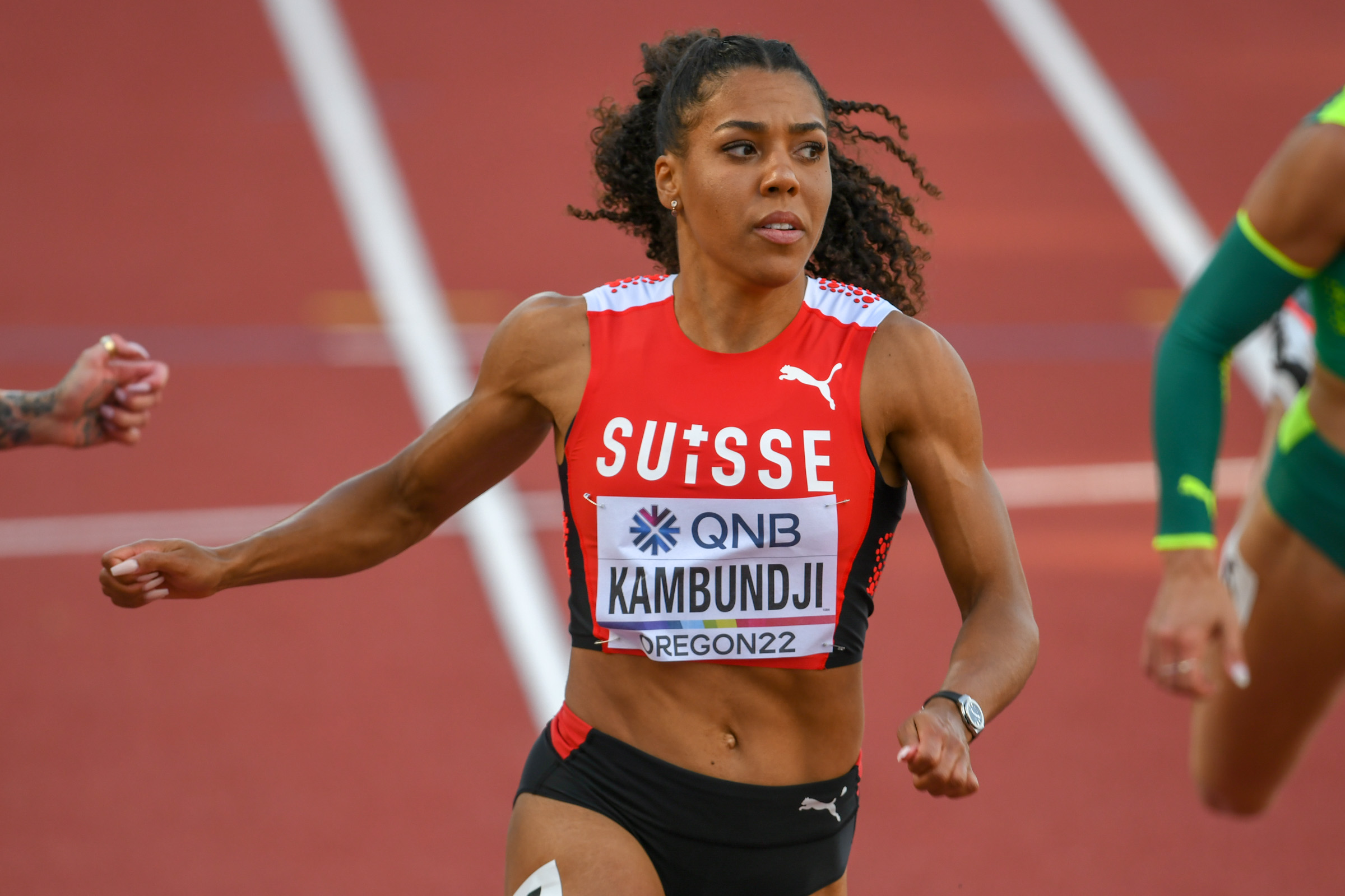
Mujinga Kambundji errang als Europameisterin ihren ersten großen internationalen Freilufttitel

| Platz | Athlet                   | Land | Zeit (s) |
| ----- | ------------------------ | ---- | -------- |
| 1     | Zharnel Hughes           | GBR  | 20,07 SB |
| 2     | Nethaneel Mitchell-Blake | GBR  | 20,17000 |
| 3     | Filippo Tortu            | ITA  | 20,27000 |
| 4     | Charlie Dobson           | GBR  | 20,34000 |
| 5     | Joshua Hartmann          | GER  | 20,50000 |
| 6     | Pol Retamal              | ESP  | 20,63000 |
| 7     | Blessing Afrifah         | ISR  | 20,69000 |
| DNF   | Ramil Guliyev            | TUR  |          |

Finale: 19. August 2022, 21:20 Uhr
Wind: −0,3 m/s

### 400 m

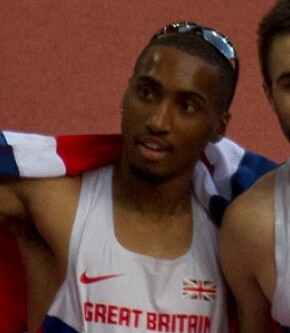
Matthew Hudson-Smith verteidigte erfolgreich seinen Titel

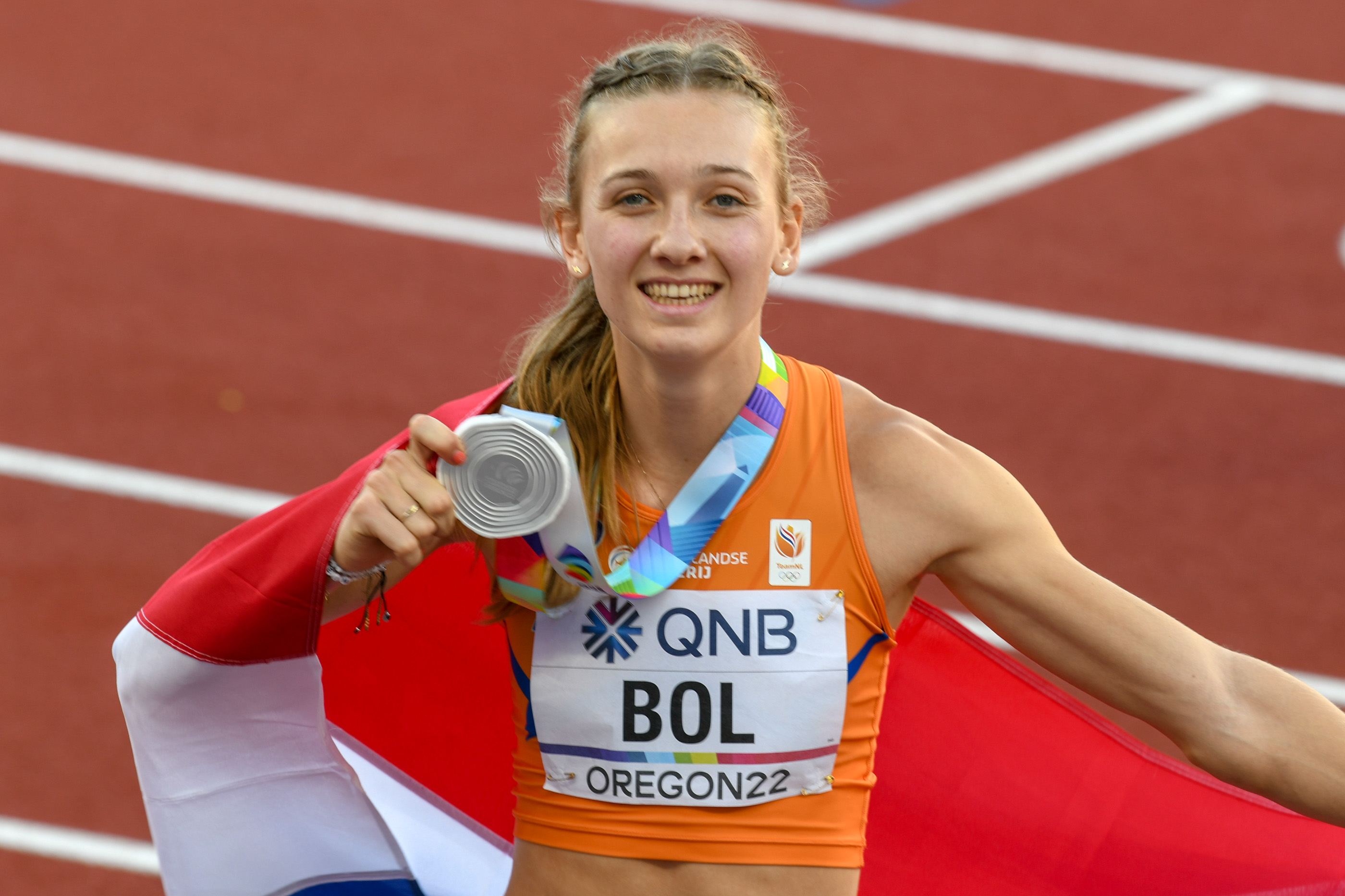
Femke Bol – erster von drei EM-Titeln

| Platz | Athlet               | Land | Zeit (s) |
| ----- | -------------------- | ---- | -------- |
| 1     | Matthew Hudson-Smith | GBR  | 44,53000 |
| 2     | Ricky Petrucciani    | SUI  | 45,03 SB |
| 3     | Alex Haydock-Wilson  | GBR  | 45,17000 |
| 4     | Liemarvin Bonevacia  | NED  | 45,17 SB |
| 5     | Dylan Borlée         | BEL  | 45,39000 |
| 6     | Karol Zalewski       | POL  | 45,62000 |
| 7     | Lionel Spitz         | SUI  | 45,66000 |
| 8     | Thomas Jordier       | FRA  | 45,67000 |

Finale: 17. August 2022, 21:43 Uhr

### 800 m

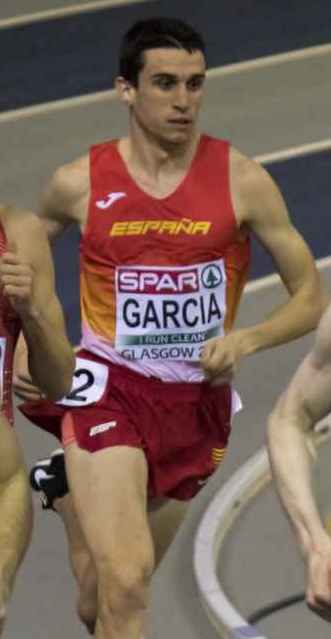
Gewinner Mariano García

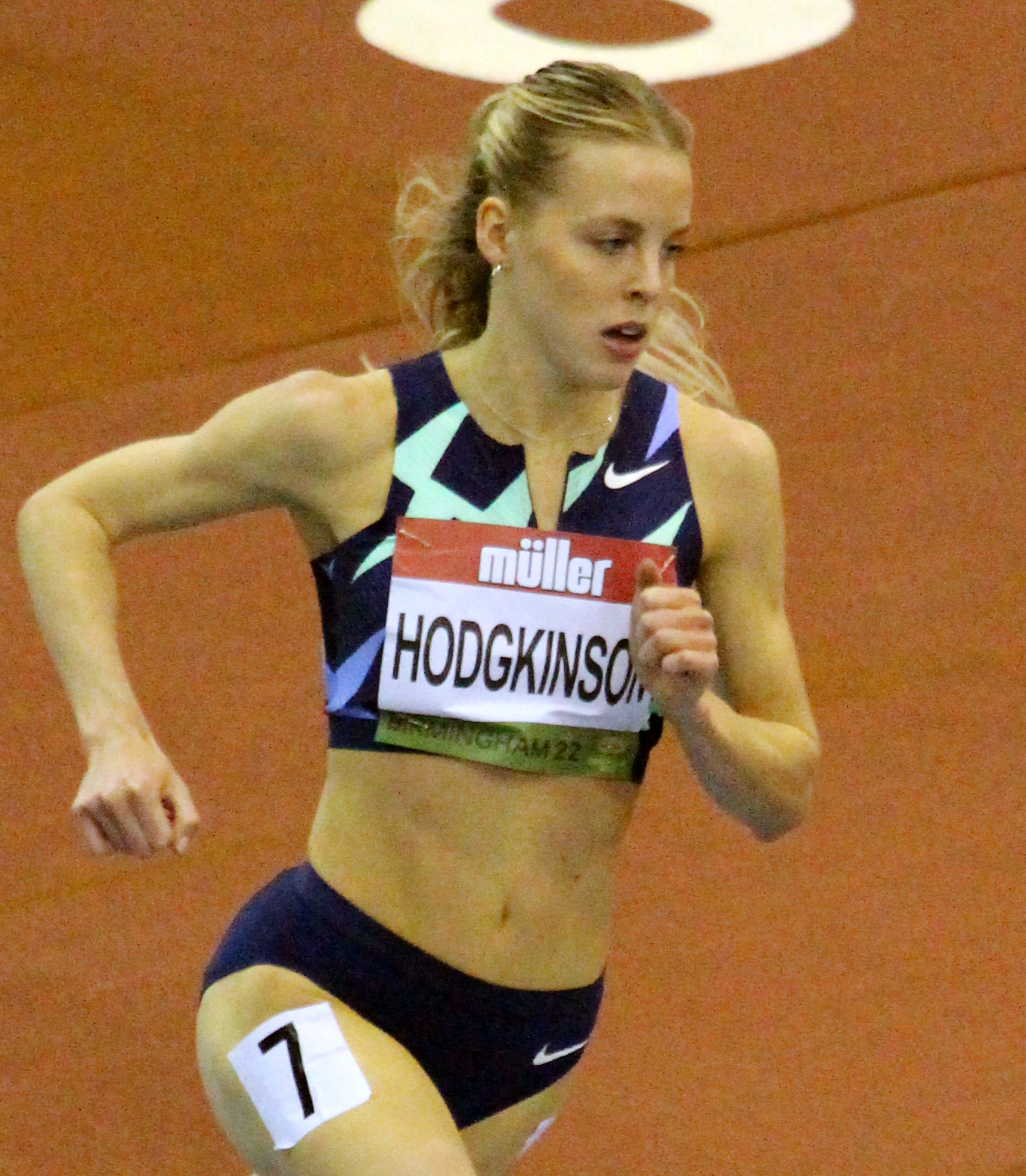
Sieg für die Olympiazweite und Vizeweltmeisterin Keely Hodgkinson

| Platz | Athlet           | Land | Zeit (min) |
| ----- | ---------------- | ---- | ---------- |
| 1     | Mariano García   | ESP  | 1:44,85 PB |
| 2     | Jake Wightman    | GBR  | 1:44,91 SB |
| 3     | Mark English     | IRL  | 1:45,19000 |
| 4     | Andreas Kramer   | SWE  | 1:45,38000 |
| 5     | Benjamin Robert  | FRA  | 1:45,42000 |
| 6     | Ben Pattison     | GBR  | 1:45,63000 |
| 7     | Simone Barontini | ITA  | 1:45,66 PB |
| 8     | Eliott Crestan   | BEL  | 1:45,68 SB |

Finale: 21. August 2022, 19:40 Uhr

### 1500 m

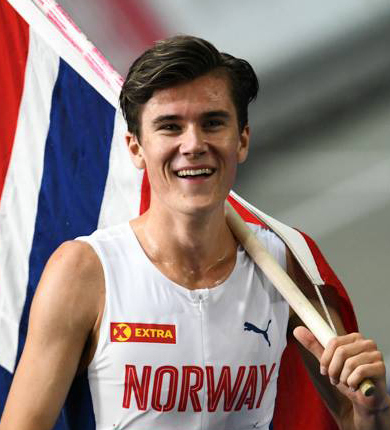
Jakob Ingebrigtsen bereicherte seine bereits reichhaltige Erfolgssammlung mit zwei weiteren Titeln

| Platz | Athlet             | Land | Zeit (min) |
| ----- | ------------------ | ---- | ---------- |
| 1     | Jakob Ingebrigtsen | NOR  | 3:32,76 CR |
| 2     | Jake Heyward       | GBR  | 3:34,44000 |
| 3     | Mario García       | ESP  | 3:34,88000 |
| 4     | Pietro Arese       | ITA  | 3:35,00 PB |
| 5     | Matthew Stonier    | GBR  | 3:35,97000 |
| 6     | Gonzalo García     | ESP  | 3:37,40000 |
| 7     | Michał Rozmys      | POL  | 3:37,63000 |
| 8     | Neil Gourley       | GBR  | 3:38,40000 |

Finale: 18. August 2022, 21:05 Uhr

### 5000 m
| Platz | Athlet              | Land | Zeit (min)  |
| ----- | ------------------- | ---- | ----------- |
| 1     | Jakob Ingebrigtsen  | NOR  | 13:21,13000 |
| 2     | Mohamed Katir       | ESP  | 13:22,98 SB |
| 3     | Yemaneberhan Crippa | ITA  | 13:24,83000 |
| 4     | Andreas Almgren     | SWE  | 13:26,48 PB |
| 5     | Mike Foppen         | NED  | 13:27,93000 |
| 6     | Sam Parsons         | GER  | 13:30,38000 |
| 7     | Andrew Butchart     | GBR  | 13:31,47000 |
| 8     | Brian Fay           | IRL  | 13:31,87000 |

Datum: 16. August 2022, 21:08 Uhr

### 10.000 m
| Platz | Athlet              | Land | Zeit (min)  |
| ----- | ------------------- | ---- | ----------- |
| 1     | Yemaneberhan Crippa | ITA  | 27:46,13000 |
| 2     | Zerei Kbrom Mezngi  | NOR  | 27:46,94 PB |
| 3     | Yann Schrub         | FRA  | 27:47,13 PB |
| 4     | Jimmy Gressier      | FRA  | 27:49,84000 |
| 5     | Pietro Riva         | ITA  | 27:50,51 PB |
| 6     | Efrem Gidey         | IRL  | 27:59,22 PB |
| 7     | Magnus Tuv Myhre    | NOR  | 28:02,18 PB |
| 8     | Nils Voigt          | GER  | 28:02,19000 |

Daum: 21. August 2022, 20:00 Uhr

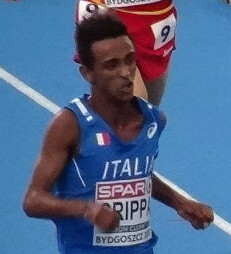
Yemaneberhan Crippa – nach EM-Bronze 2018 und Bronze hier über 5000 Meter nun Gold über 10.000 Meter

Weitere Finalteilnehmer aus deutschsprachigen Ländern:

09.  Samuel Fitwi Sibhatu, 28:03,92 PB

19.  Filimon Abraham, 28:53,54

22.  Andreas Vojta, 29:56,71

### Marathon, Einzelwertung
| Platz | Athlet          | Land | Zeit (h)   |
| ----- | --------------- | ---- | ---------- |
| 1     | Richard Ringer  | GER  | 2:10:21 SB |
| 2     | Maru Teferi     | ISR  | 2:10:23000 |
| 3     | Gashau Ayale    | ISR  | 2:10:29 SB |
| 4     | Amanal Petros   | GER  | 2:10:39 SB |
| 5     | Nicolas Navarro | FRA  | 2:10:41000 |
| 6     | Ayad Lamdassem  | ESP  | 2:10:52000 |
| 7     | Yimer Getahun   | ISR  | 2:10:56 SB |
| 8     | Koen Naert      | BEL  | 2:11:28 SB |

Datum: 15. August 2022, 11:30 Uhr

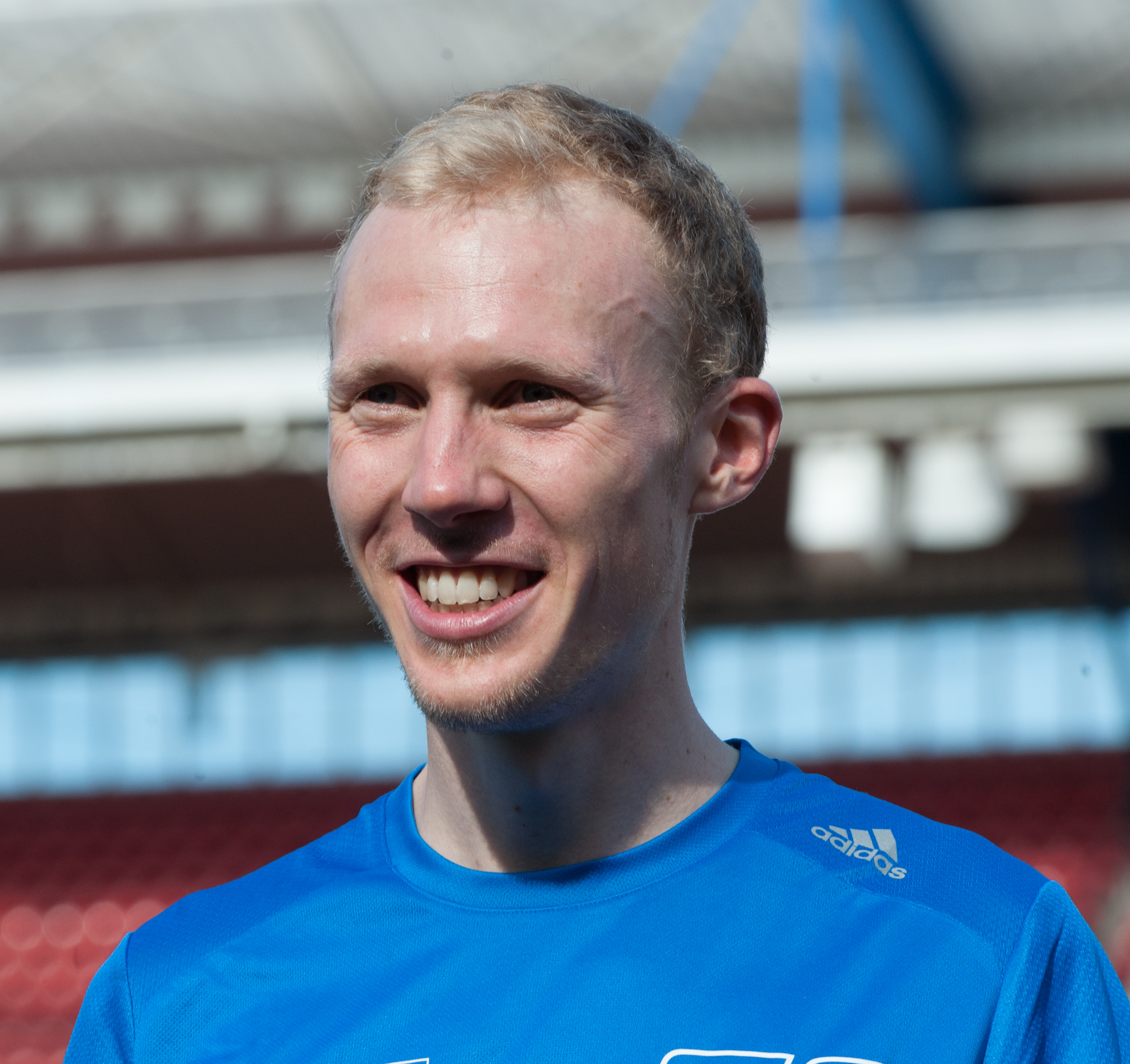
Richard Ringer erkämpfte nach Aufholjagd auf den letzten Metern den Sieg

Weitere Finalteilnehmer aus deutschsprachigen Ländern:

016.  Johannes Motschmann, 2:14:52 SB

023.  Adrian Lehmann, 2:15:57 SB

024.  Hendrik Pfeiffer, 2:16:04

025.  Konstantin Wedel, 2:16:09

037.  Patrik Wägeli, 2:18:46 SB

050.  Simon Boch, 2:21:39 SB

DNF:  Julien Lyon

### Marathon, Mannschaftswertung
| Platz | Land           | Athleten | Zeit (h)   |
| ----- | -------------- | --- | ---------- |
| 1     | Israel         | Maru Teferi, 2:10:23 Gashau Ayale, 2:10:29 Yimer Getahun, 2:10:56 Girmaw Amare, 2:11:32 Omer Ramon, 2:16:35 Bukayawe Malede, DNF                          | 6:31:48 CR |
| 2     | Deutschland    | Richard Ringer, 2:10:21 Amanal Petros, 2:10:39 Johannes Motschmann, 2:14:52 Hendrik Pfeiffer, 2:16:04 Konstantin Wedel, 2:16:09 Simon Boch, 2:21:39       | 6:35:52000 |
| 3     | Spanien        | Ayad Lamdassem, 2:10:52 Jorge Blanco, 2:13:18 Daniel Mateo, 2:14:34 Yago Rojo, 2:14:41 Abdelaziz Merzougui, 2:19:47                                       | 6:38:44000 |
| 4     | Frankreich     | Nicolas Navarro, 2:10:41 Michaël Gras, 2:12:39 Benjamin Choquert, 2:15:48 Florian Carvalho de Fonsesco, 2:21:51 Yohan Durand, DNF Emmanuel Roudolff, DNF  | 6:39:08000 |
| 5     | Italien        | Daniele Meucci, 2:14:22 Iliass Aouani, 2:15:34 René Cunéaz, 2:15:55 Stefano La Rosa, 2:17:57 Daniele D’Onofrio, DNF                                       | 6:45:51000 |
| 6     | Estland        | Tiidrek Nurme, 2:12:46 Kaur Kivistik, 2:17:51 Roman Fosti, 2:19:34                                                                                        | 6:50:11000 |
| 7     | Großbritannien | Philip Sesemann, 2:15:17 Mohamud Aadan, 2:17:34 Andrew Davies, 2:18:23 Andrew Heyes, 2:19:47 Luke Caldwell, DNF                                           | 6:51:14000 |
| 8     | Schweden       | Jonas Leandersson, 2:16:54 Linus Rosdal, 2:17:09 Archie Casteel, 2:17:44 Mustafa Mohamed, 2:19:52 Ebba Tulu Chala, 2:23:04 Samuel Tsegay Tesfamariam, DNF | 6:51:47000 |

Datum: 15. August 2022, 11:30 Uhr
In die Wertung kamen die jeweils drei besten Läufer eines Landes. Ihre Zeiten wurden addiert und führten so zum Resultat. Die Medaillen wurden unabhängig von der Zahl der jeweiligen Teilnehmer an das gesamte Team vergeben.
Erstmals kam auch die Teamwertung des Marathonlaufs als Disziplin in die offizielle Medaillenzählung.

### 110 m Hürden
| Platz | Athlet                  | Land | Offizielle Zeit (s) | Tausendstel- sekunden |
| ----- | ----------------------- | ---- | ------------------- | --------------------- |
| 1     | Asier Martínez          | ESP  | 13,14 EL            | 13,137                |
| 2     | Pascal Martinot-Lagarde | FRA  | 13,14 EL            | 13,138                |
| 3     | Just Kwaou-Mathey       | FRA  | 13,33000            |                       |
| 4     | Jason Joseph            | SUI  | 13,35000            |                       |
| 5     | Finley Gaio             | SUI  | 13,50000            |                       |
| 6     | Andrew Pozzi            | GBR  | 13,66000            |                       |
| 7     | Enrique Llopis          | ESP  | 14,81000            |                       |
| 8     | Sasha Zhoya             | FRA  | 16,51000            |                       |

Finale: 17. August 2022, 22:22 Uhr
 Wind: −0,2 m/s

### 400 m Hürden

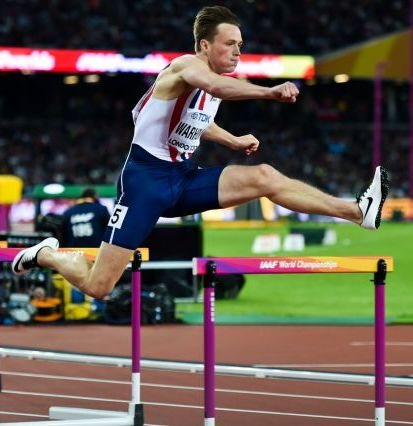
Nach verletzungsbedingter Formschwäche nun zurück: Europameister Karsten Warholm

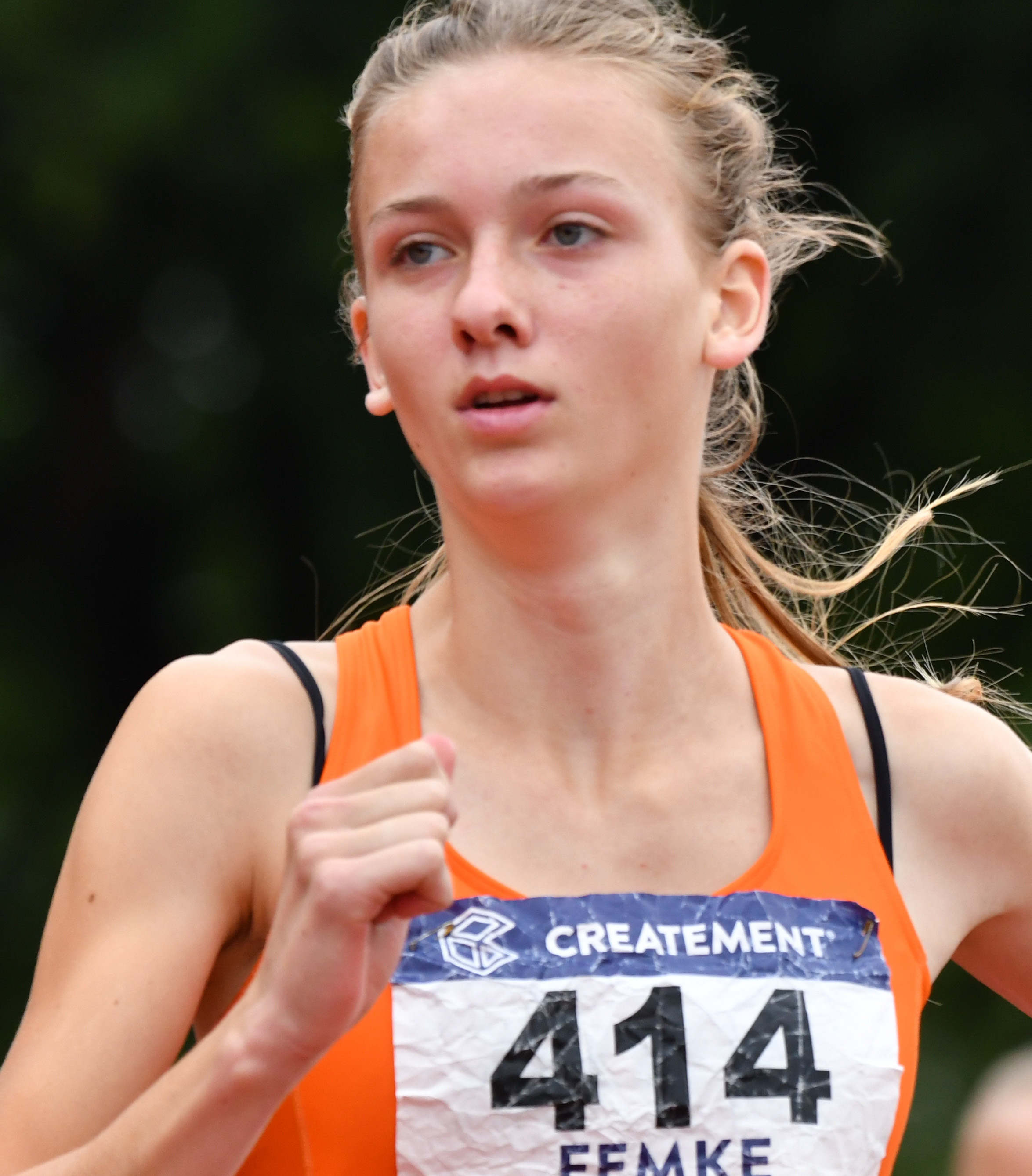
Femke Bol – Europameisterin mit Meisterschaftsrekord

| Platz | Athlet          | Land | Offizielle Zeit (s) | Tausendstel- sekunden |
| ----- | --------------- | ---- | ------------------- | --------------------- |
| 1     | Karsten Warholm | NOR  | 47,12 CR0           |                       |
| 2     | Wilfried Happio | FRA  | 48,560000           |                       |
| 3     | Yasmani Copello | TUR  | 48,780000           |                       |
| 4     | Ludvy Vaillant  | FRA  | 48,790000           | 48,783                |
| 5     | Joshua Abuaku   | GER  | 48,79 PB0           | 48,789                |
| 6     | Julien Watrin   | BEL  | 48,980000           |                       |
| 7     | Julien Bonvin   | SUI  | 50,240000           |                       |
| 8     | Victor Coroller | FRA  | 50,460000           |                       |

Finale: 19. August 2022, 22:00 Uhr

### 3000 m Hindernis
| Platz | Athlet           | Land | Zeit (min) |
| ----- | ---------------- | ---- | ---------- |
| 1     | Topi Raitanen    | FIN  | 8:21,80    |
| 2     | Ahmed Abdelwahed | ITA  | 8:22,35    |
| 3     | Osama Zoghlami   | ITA  | 8:23,44    |
| 4     | Daniel Arce      | ESP  | 8:25,00    |
| 5     | Karl Bebendorf   | GER  | 8:26,49    |
| 6     | Sebastián Martos | ESP  | 8:26,68    |
| 7     | Ala Zoghlami     | ITA  | 8:27,82    |
| 8     | Djilali Bedrani  | FRA  | 8:28,52    |

Finale: 19. August 2022, 21:00 Uhr

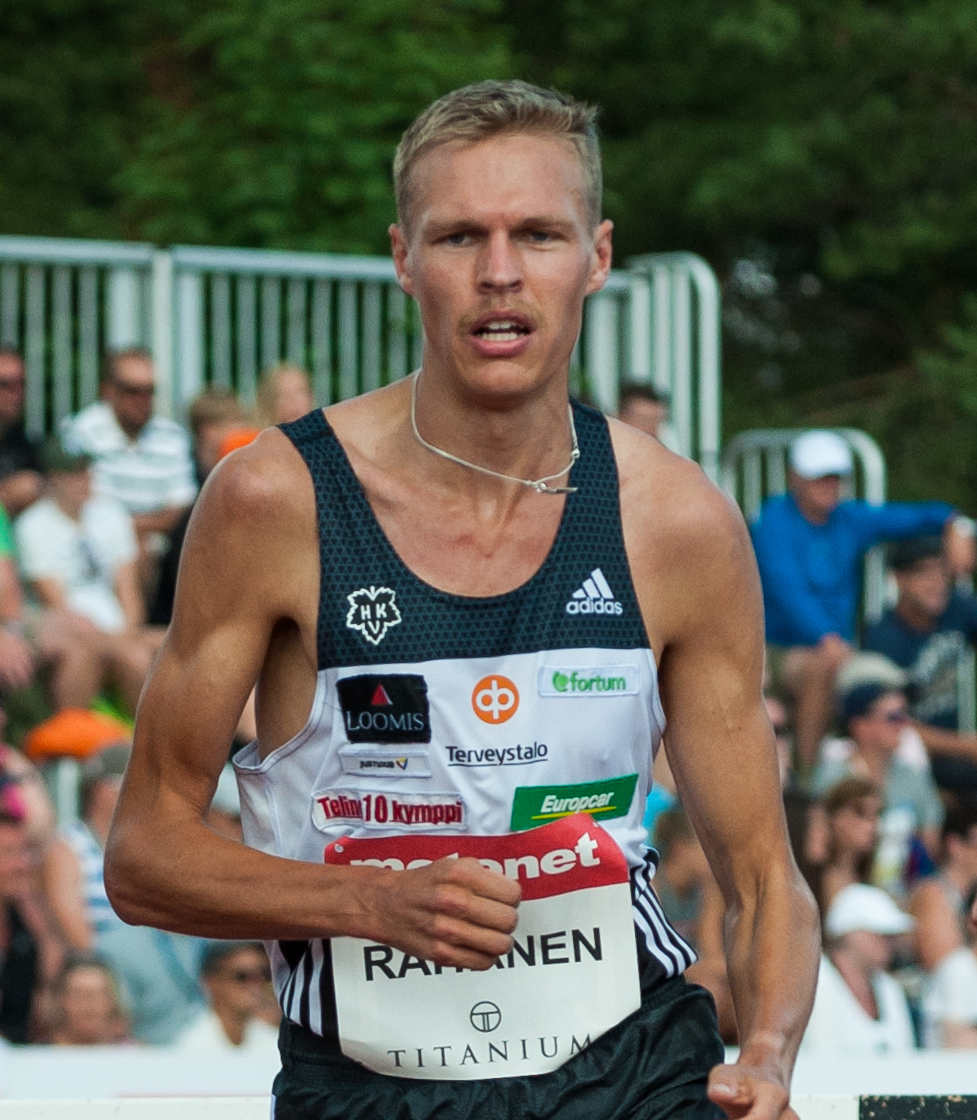
Europameister Topi Raitanen

Weiterer Finalteilnehmer aus einem deutschsprachigen Land:

14.  Niklas Buchholz, 8:37,51

### 4 × 100 m Staffel

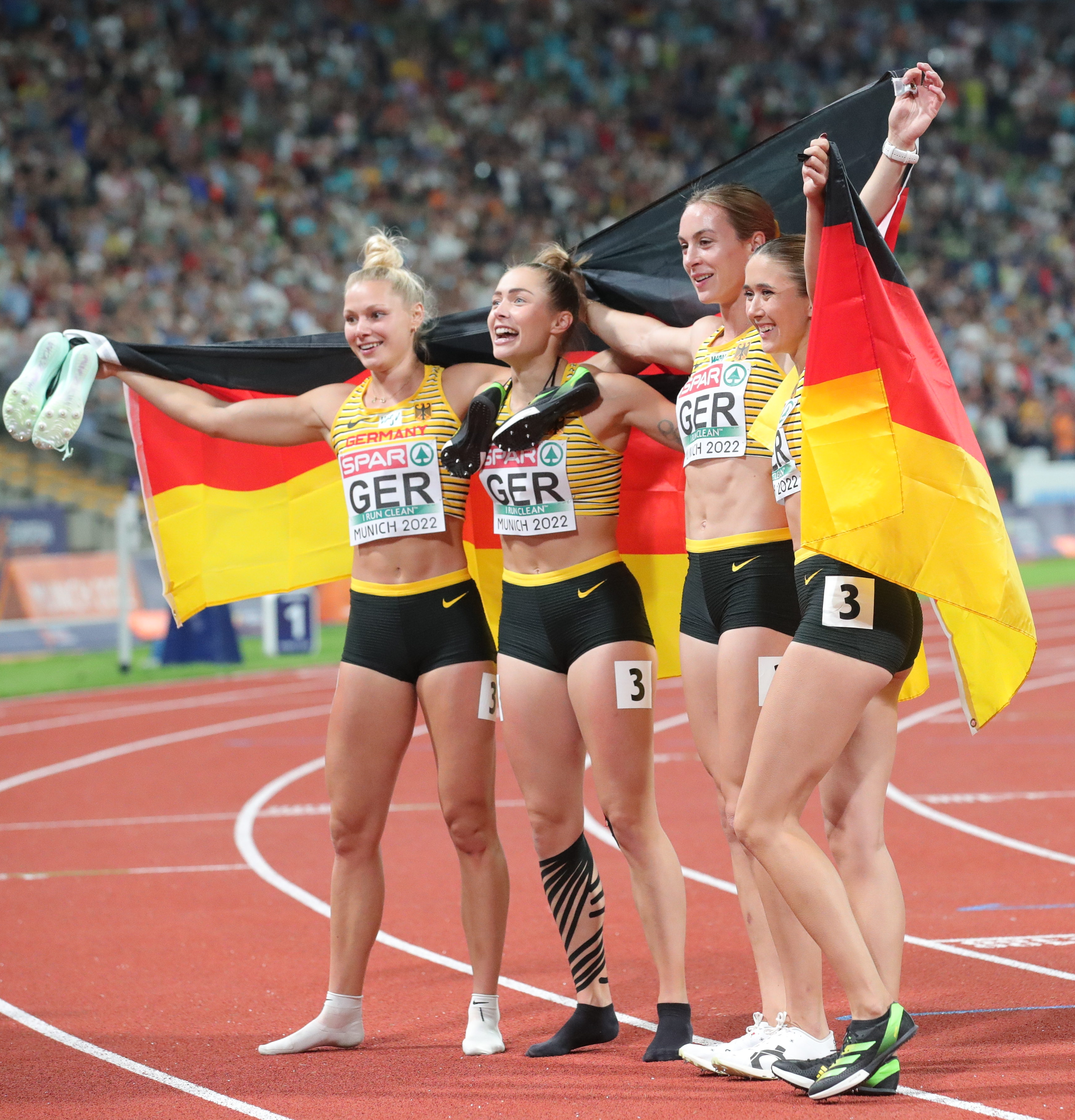
Lisa Mayer, Gina Lückenkemper, Alexandra Burghardt und Rebekka Haase nach dem Gewinn der Goldmedaille

| Platz | Land           | Athleten | Zeit (s) |
| ----- | -------------- | --- | -------- |
| 1     | Großbritannien | Jeremiah Azu Zharnel Hughes (Finale) Jona Efoloko Nethaneel Mitchell-Blake (Finale) im Vorlauf außerdem: Harry Aikines-Aryeetey Tommy Ramdhan | 37,67 CR |
| 2     | Frankreich     | Méba-Mickaël Zézé Pablo Matéo Ryan Zézé Jimmy Vicaut                                                                                          | 37,94 SB |
| 3     | Polen          | Adrian Brzeziński (Finale) Przemysław Słowikowski Patryk Wykrota Dominik Kopeć im Vorlauf außerdem: Mateusz Siuda                             | 38,15 NR |
| 4     | Niederlande    | Elvis Afrifa Taymir Burnet Joris van Gool Raphael Bouju                                                                                       | 38,25 SB |
| 5     | Schweiz        | Pascal Mancini Bradley Lestrade Felix Svensson William Reais (Finale) im Vorlauf außerdem: Daniel Löhrer                                      | 38,36 NR |
| 6     | Belgien        | Robin Vanderbemden Ward Merckx Jordan Paquot (Finale) Kobe Vleminckx im Vorlauf außerdem: Simon Verherstraeten                                | 39,01000 |
| 7     | Türkei         | Emre Zafer Barnes Jak Ali Harvey Kayhan Özer Ertan Özkan                                                                                      | 39,20000 |
| DNF   | Deutschland    | Kevin Kranz Joshua Hartmann Owen Ansah Lucas Ansah-Peprah                                                                                     |          |

Finale: 21. August 2022, 21:24 Uhr

### 4 × 400 m Staffel
| Platz | Land           | Athleten | Zeit (min) |
| ----- | -------------- | --- | ---------- |
| 1     | Großbritannien | Matthew Hudson-Smith (Finale) Charlie Dobson (Finale) Lewis Davey Alex Haydock-Wilson im Vorlauf außerdem: Joe Brier Rio Mitcham | 2:59,35 SB |
| 2     | Belgien        | Alexander Doom Julien Watrin (Finale) Kévin Borlée (Finale) Dylan Borlée im Vorlauf außerdem: Jonathan Borlée Jonathan Sacoor    | 2:59,49000 |
| 3     | Frankreich     | Gilles Biron Loïc Prévot Téo Andant Thomas Jordier (Finale) im Vorlauf außerdem: Simon Boypa                                     | 2:59,64 SB |
| 4     | Spanien        | Iñaki Cañal (Finale) Lucas Búa Óscar Husillos Samuel García im Vorlauf außerdem: Manuel Guijarro                                 | 3:00,54 NR |
| 5     | Niederlande    | Isayah Boers Liemarvin Bonevacia Jochem Dobber Ramsey Angela                                                                     | 3:01,34 SB |
| 6     | Tschechien     | Matěj Krsek Pavel Maslák Michal Desenský Patrik Šorm                                                                             | 3:01,82000 |
| 7     | Deutschland    | Marvin Schlegel Patrick Schneider Marc Koch Manuel Sanders                                                                       | 3:02,51000 |
| 8     | Italien        | Davide Re (Finale) Vladimir Aceti Brayan Lopez Edoardo Scotti (Finale) im Vorlauf außerdem: Lorenzo Benati Pietro Pivotto        | 3:29,70000 |

Finale: 20. August 2022, 21:15 Uhr

### 20 km Gehen
| Platz | Athlet               | Land | Zeit (h)   |
| ----- | -------------------- | ---- | ---------- |
| 1     | Álvaro Martín        | ESP  | 1:19:11 PB |
| 2     | Perseus Karlström    | SWE  | 1:19:23000 |
| 3     | Diego García Carrera | ESP  | 1:19:45 SB |
| 4     | Alberto Amezcua      | ESP  | 1:20:00000 |
| 5     | Francesco Fortunato  | ITA  | 1:20:06 SB |
| 6     | Kévin Campion        | FRA  | 1:20:47 SB |
| 7     | Salih Korkmaz        | TUR  | 1:20:50 SB |
| 8     | Massimo Stano        | ITA  | 1:21:18 SB |

Datum: 20. August 2022, 8:30 Uhr

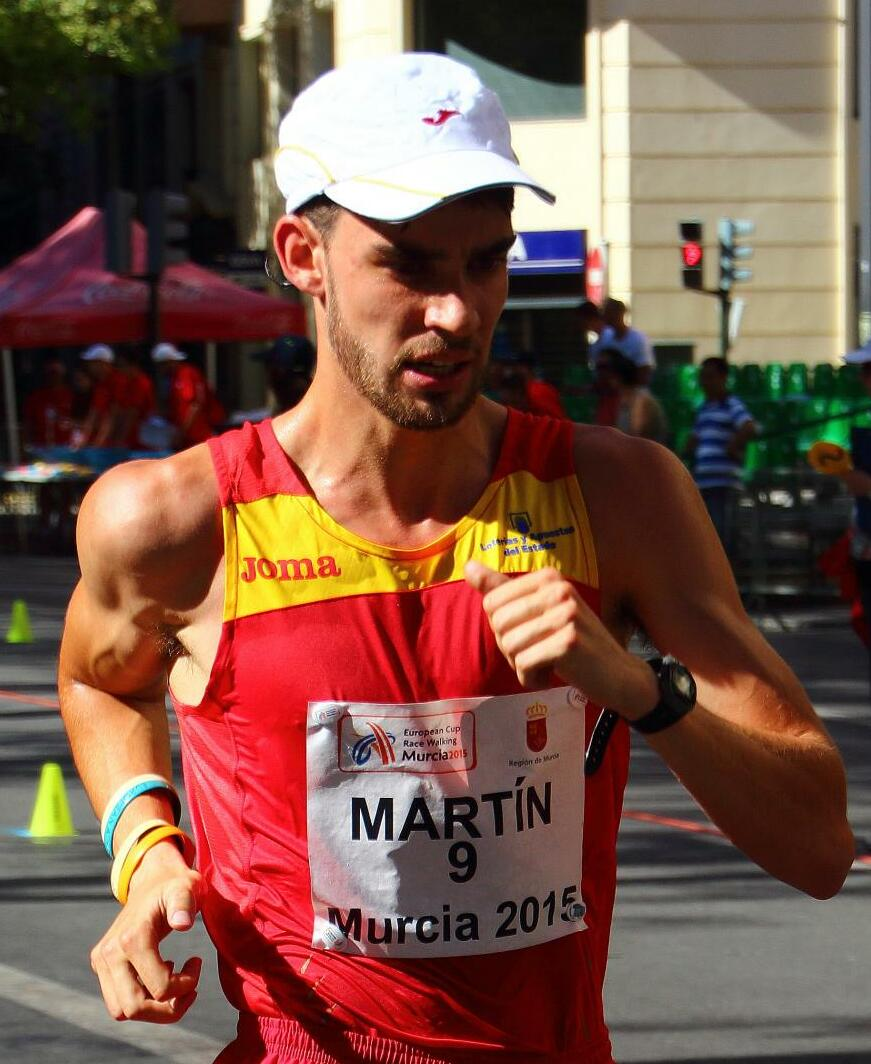
Erneuter Sieg für Titelverteidiger Álvaro Martín

Finalteilnehmer aus deutschsprachigen Ländern:

009.  Leo Köpp, 1:21:36 SB

020.  Karl Junghannß, 1:28:21

DSQ:  Nils Brembach

### 35 km Gehen

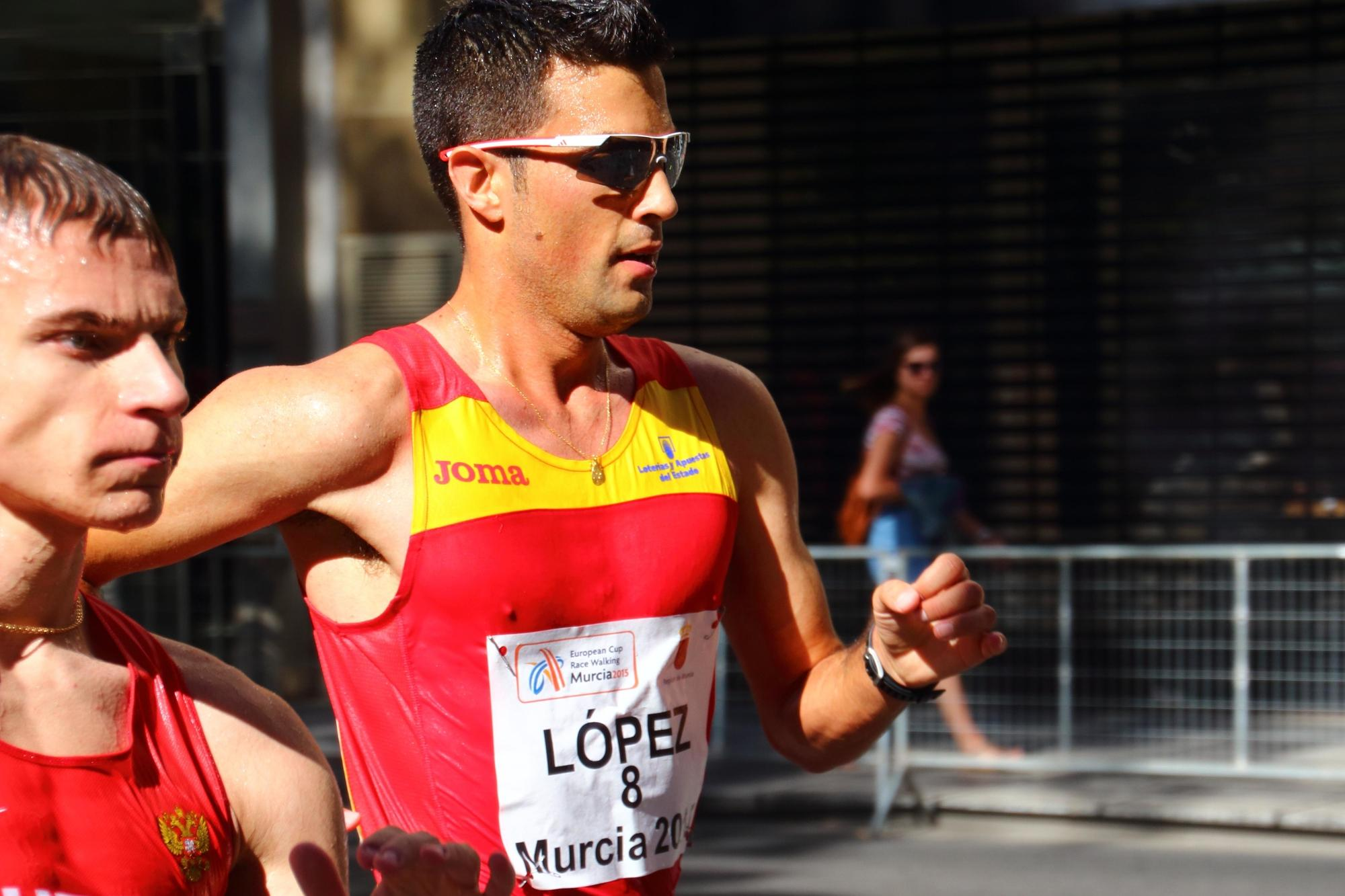
Europameister Miguel Ángel López

| Platz | Athlet             | Land | Zeit (h)   |
| ----- | ------------------ | ---- | ---------- |
| 1     | Miguel Ángel López | ESP  | 2:26:49 CR |
| 2     | Christopher Linke  | GER  | 2:29:30 PB |
| 3     | Matteo Giupponi    | ITA  | 2:30:34 PB |
| 4     | Manuel Bermúdez    | ESP  | 2:32:31000 |
| 5     | Jonathan Hilbert   | GER  | 2:32:44 PB |
| 6     | Miroslav Úradník   | SVK  | 2:35:44000 |
| 7     | Michal Morvay      | SVK  | 2:36:04000 |
| 8     | Carl Dohmann       | GER  | 2:36:52000 |

Datum: 16. August 2022, 8:30 Uhr

### Hochsprung

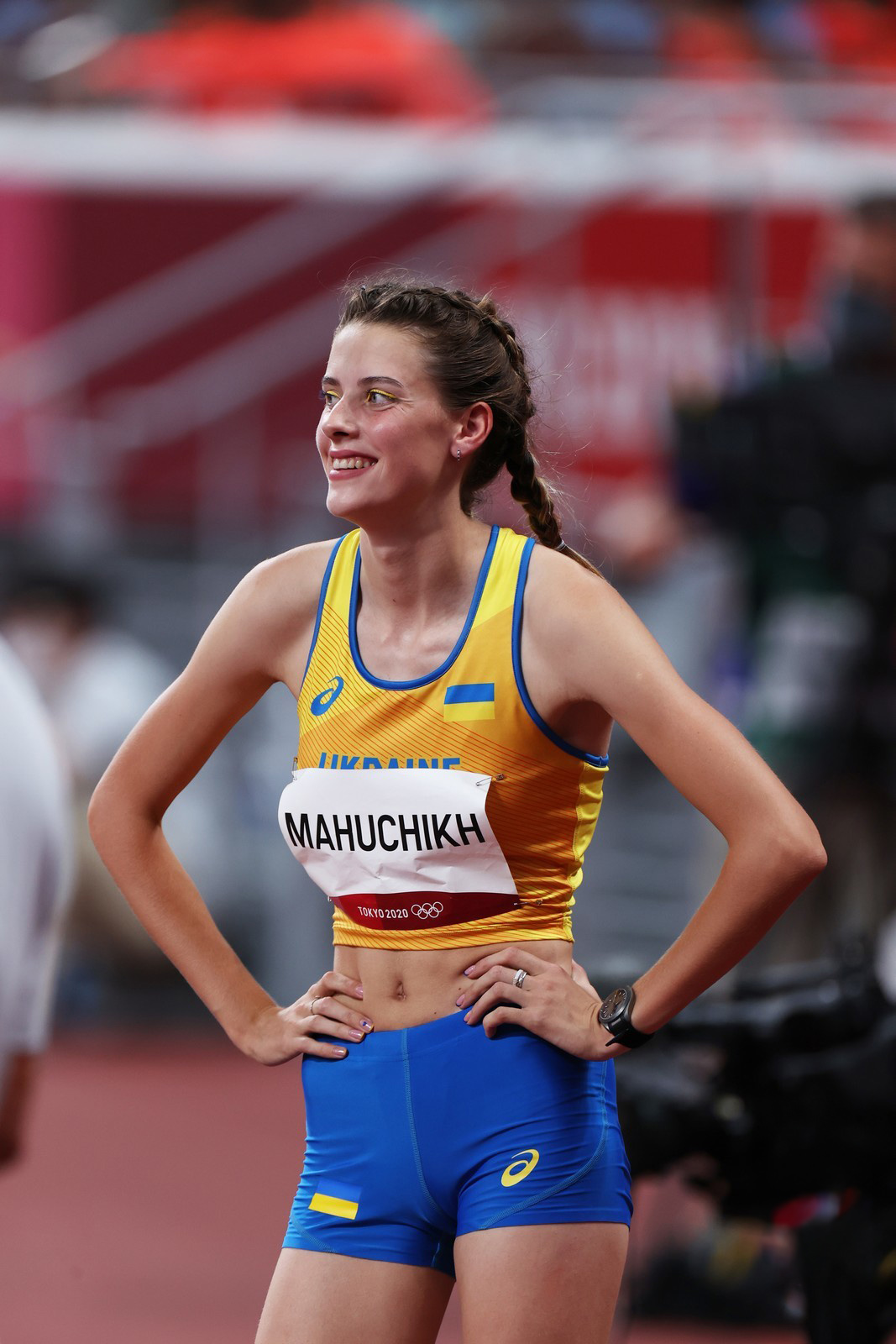
1,95 m reichten Jaroslawa Mahutschich zum Titelgewinn

| Platz | Athlet             | Land | Höhe (m) |
| ----- | ------------------ | ---- | -------- |
| 1     | Gianmarco Tamberi  | ITA  | 2,30     |
| 2     | Tobias Potye       | GER  | 2,27     |
| 3     | Andrij Prozenko    | UKR  | 2,27     |
| 4     | Oleh Doroschtschuk | UKR  | 2,23     |
| 5     | Thomas Carmoy      | BEL  | 2,23     |
| 6     | Mateusz Przybylko  | GER  | 2,23     |
| 7     | Jan Štefela        | CZE  | 2,18     |
| 8     | Tichomir Iwanow    | BUL  | 2,18     |

Finale: 18. August 2022, 20:05 Uhr

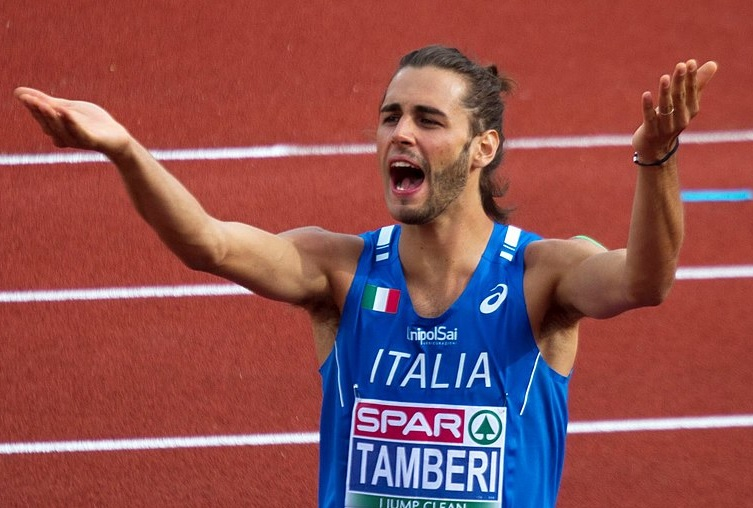
Zweiter EM-Titel für Gianmarco Tamberi

Weiterer Finalteilnehmer aus einem deutschsprachigen Land:

9. (geteilt)  Jonas Wagner, drei Fehlversuche über 2,18

### Stabhochsprung

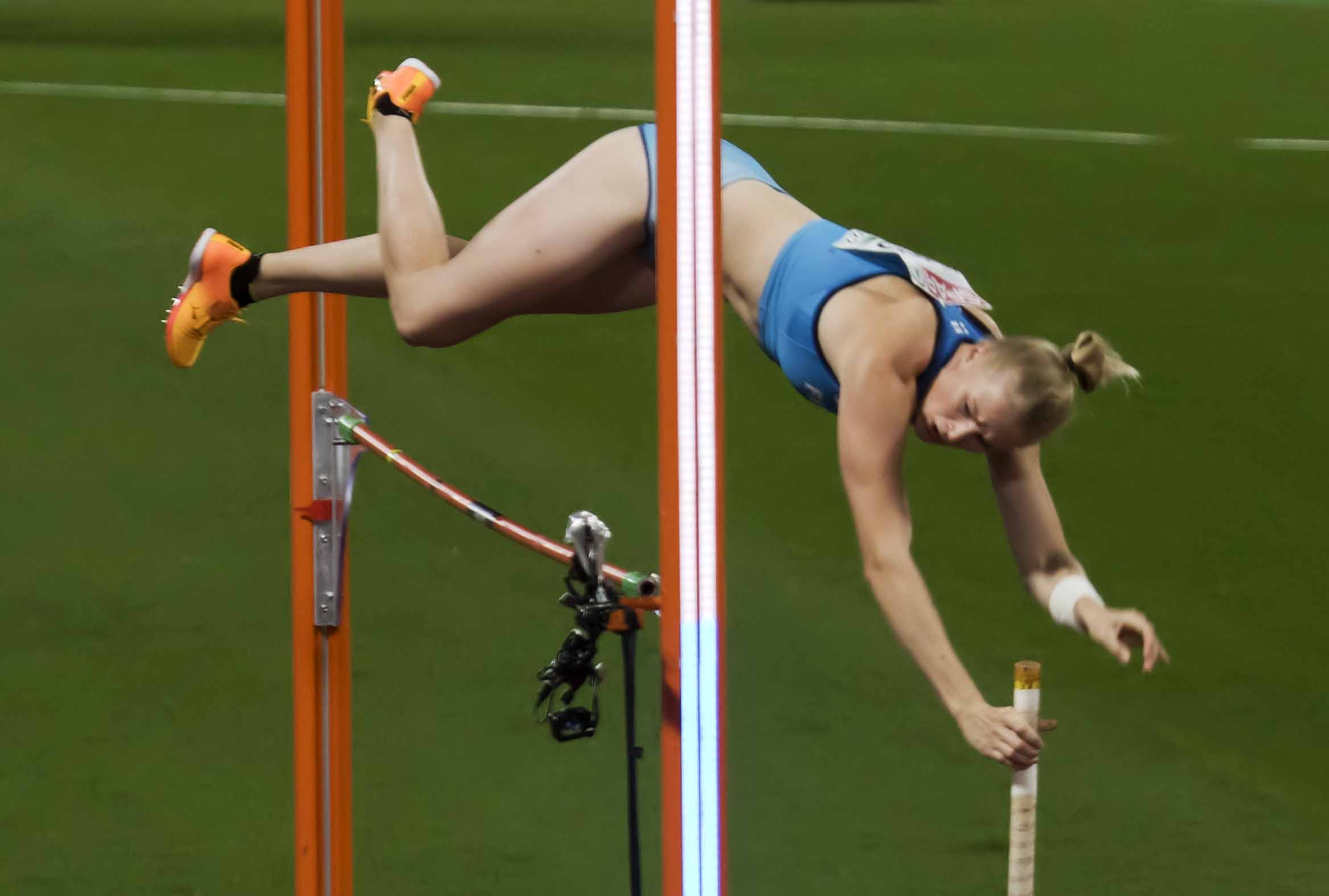
Europameisterin Wilma Murto egalisierte den Meisterschaftsrekord

| Platz | Athlet                | Land | Höhe (m) |
| ----- | --------------------- | ---- | -------- |
| 1     | Armand Duplantis      | SWE  | 6,06 CR  |
| 2     | Bo Kanda Lita Baehre  | GER  | 5,85000  |
| 3     | Pål Haugen Lillefosse | NOR  | 5,75000  |
| 4     | Rutger Koppelaar      | NED  | 5,75 SB  |
| 5     | Thibaut Collet        | FRA  | 5,75000  |
| 6     | Sondre Guttormsen     | NOR  | 5,75000  |
| 7     | Renaud Lavillenie     | FRA  | 5,65000  |
| 8     | Torben Blech          | GER  | 5,50000  |

Finale: 20. August 2022, 20:05 Uhr

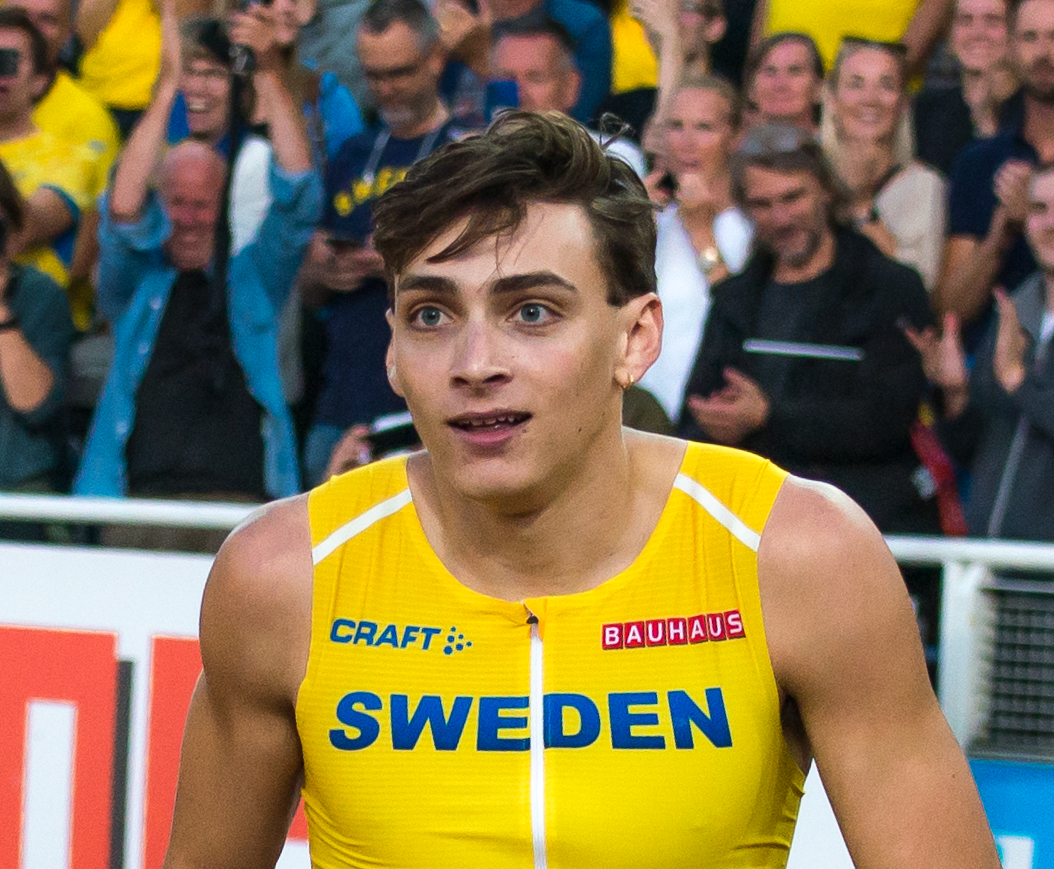
Armand Duplantis dominierte den Stabhochsprungwettbewerb nach Belieben

Weiterer Finalteilnehmer aus einem deutschsprachigen Land:

9.  Oleg Zernikel, 5,50

### Weitsprung

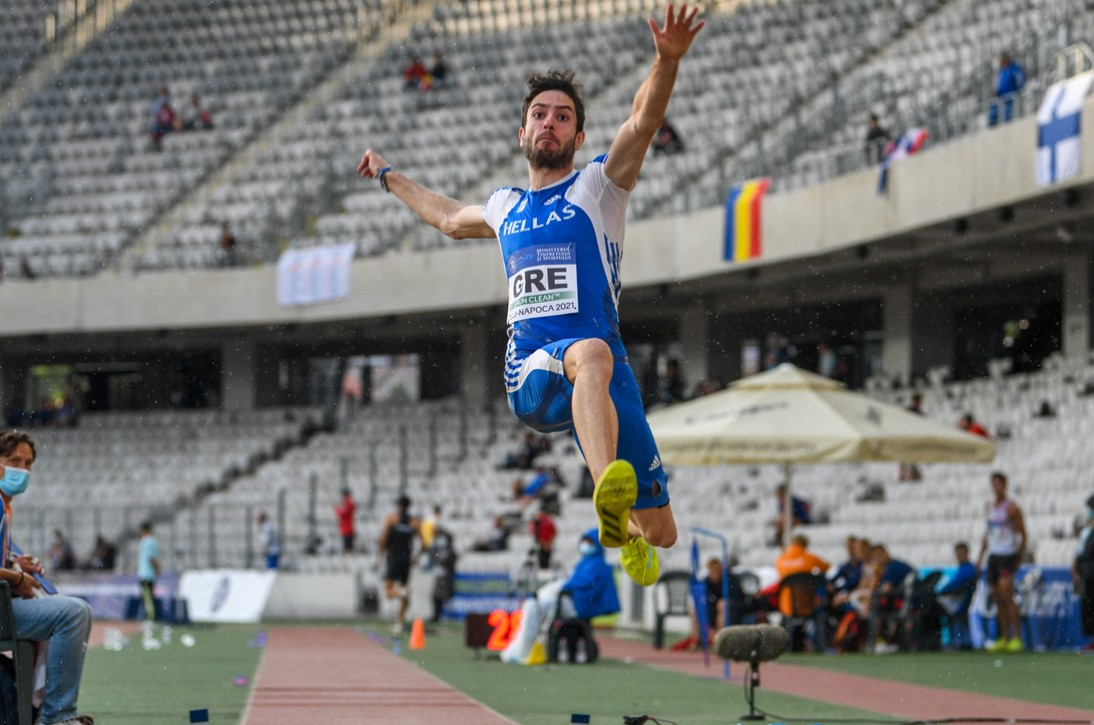
Miltiadis Tendoglou verteidigte seinen Titel mit erheblichem Vorsprung

| Platz | Athlet              | Land | Weite (m) |
| ----- | ------------------- | ---- | --------- |
| 1     | Miltiadis Tendoglou | GRE  | 8,52 CR   |
| 2     | Thobias Montler     | SWE  | 8,06      |
| 3     | Jules Pommery       | FRA  | 8,06      |
| 4     | Eusebio Cáceres     | ESP  | 7,98      |
| 5     | Jacob Fincham-Dukes | GBR  | 7,97      |
| 6     | Henrik Flåtnes      | NOR  | 7,83      |
| 7     | Héctor Santos       | ESP  | 7,82      |
| 8     | Marko Čeko          | CRO  | 7,77      |

Finale: 16. August 2022, 20:27 Uhr

### Dreisprung

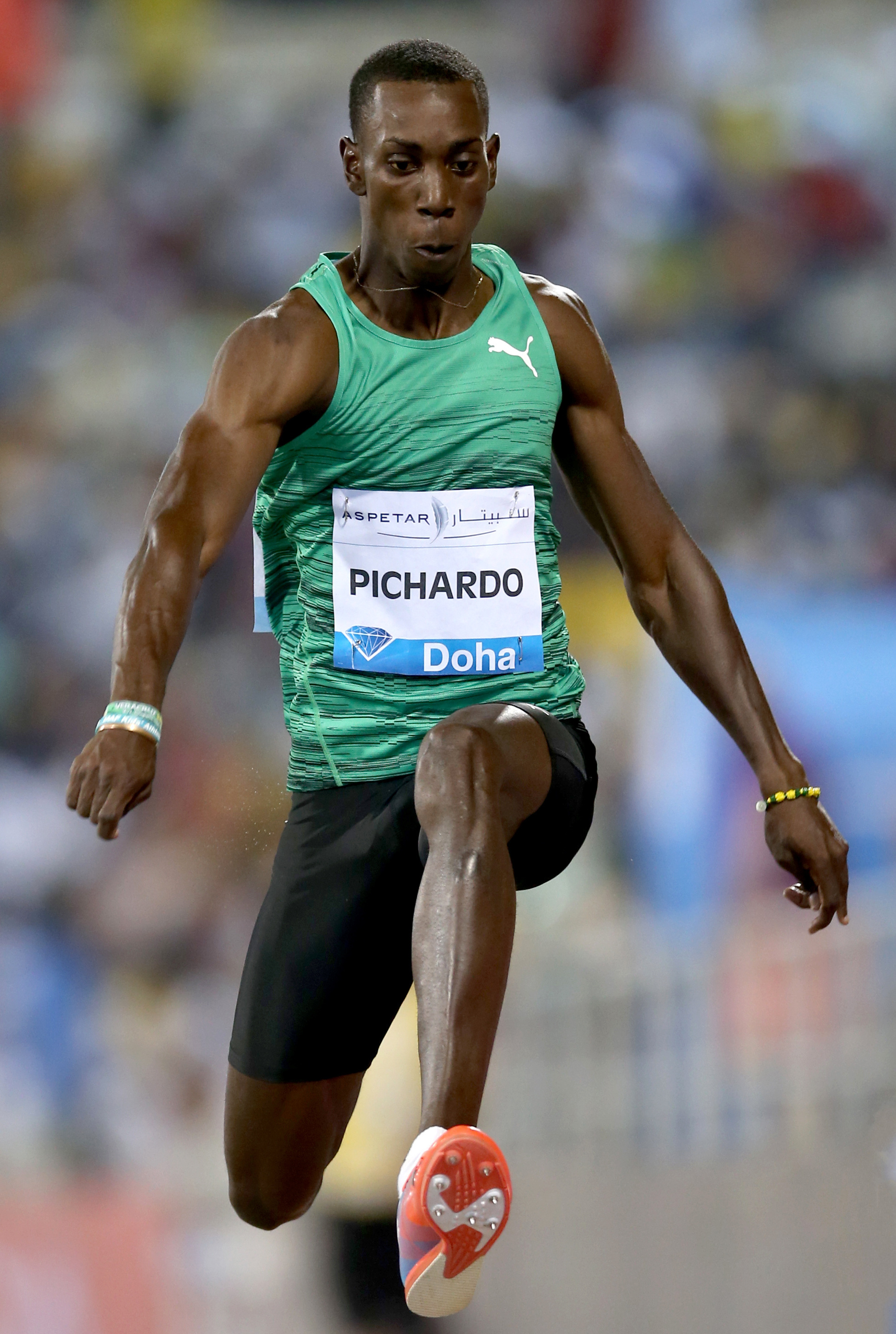
Europameister Pedro Pablo Pichardo

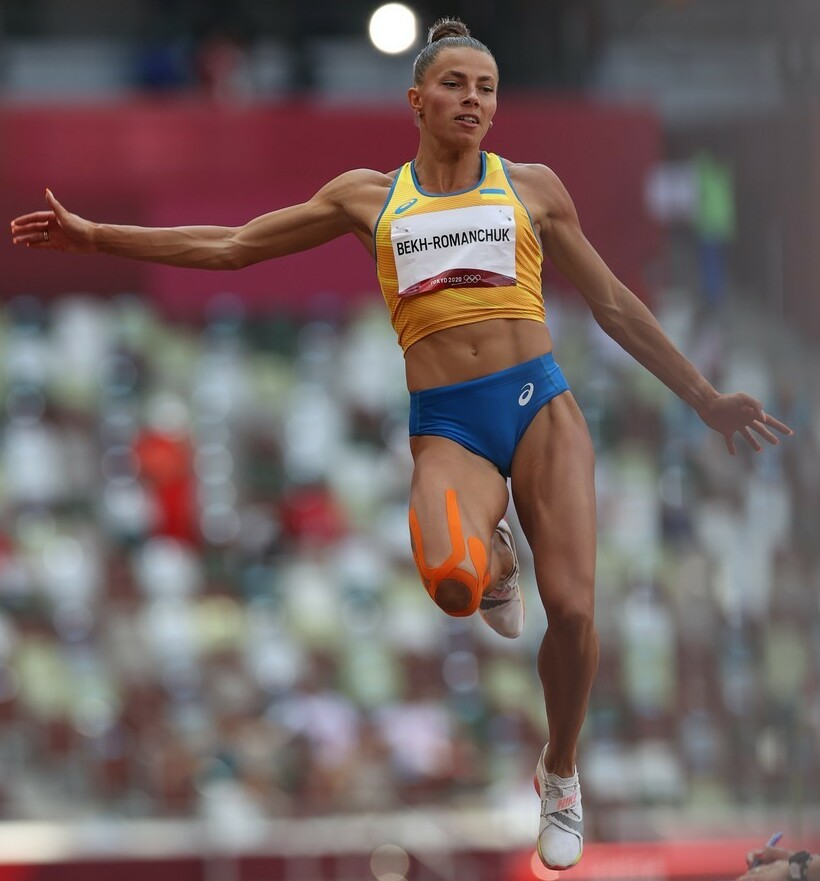
Europameisterin Maryna Bech-Romantschuk stellte eine neue europäische Jahresbestleistung auf

| Platz | Athlet               | Land | Weite (m) |
| ----- | -------------------- | ---- | --------- |
| 1     | Pedro Pablo Pichardo | POR  | 17,50     |
| 2     | Andrea Dallavalle    | ITA  | 17,04     |
| 3     | Jean-Marc Pontvianne | FRA  | 16,94     |
| 4     | Tobia Bocchi         | ITA  | 16,79     |
| 5     | Marcos Ruiz          | ESP  | 16,78     |
| 6     | Ben Williams         | GBR  | 16,66     |
| 7     | Enzo Hodebar         | FRA  | 16,62     |
| 8     | Tiago Pereira        | POR  | 16,60     |

Finale: 17. August 2022, 20:15 Uhr

### Kugelstoßen

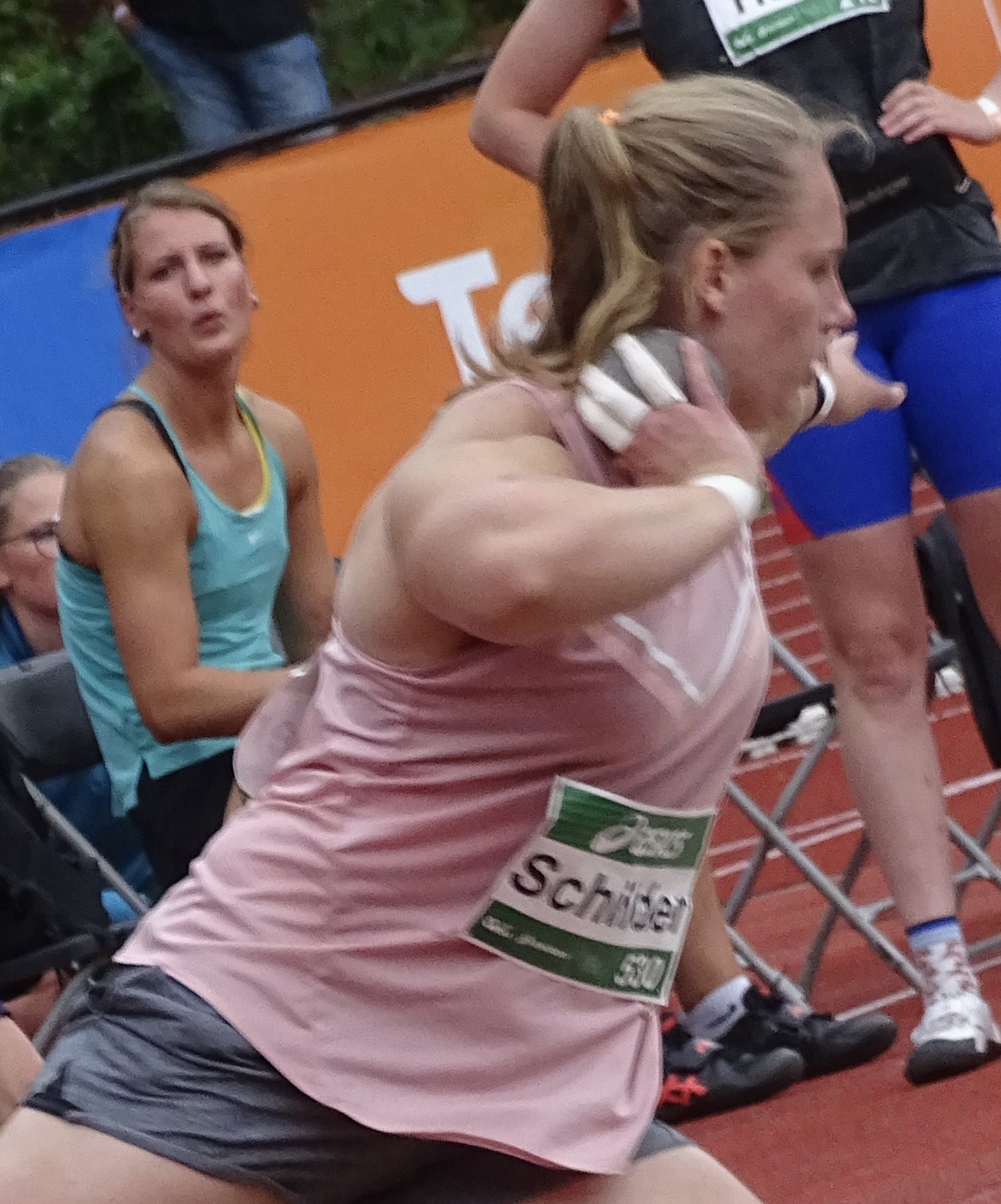
Europameisterin mit Europajahresbestleistung: Jessica Schilder

| Platz | Athlet            | Land | Weite (m) |
| ----- | ----------------- | ---- | --------- |
| 1     | Filip Mihaljević  | CRO  | 21,88 SB  |
| 2     | Armin Sinančević  | SRB  | 21,39000  |
| 3     | Tomáš Staněk      | CZE  | 21,26000  |
| 4     | Nick Ponzio       | ITA  | 20,98000  |
| 5     | Michał Haratyk    | POL  | 20,90000  |
| 6     | Konrad Bukowiecki | POL  | 20,74000  |
| 7     | Leonardo Fabbri   | ITA  | 20,72 SB  |
| 8     | Asmir Kolašinac   | SRB  | 20,15000  |

Finale: 15. August 2022, 20:58 Uhr
Finalteilnehmer aus einem deutschsprachigen Land:

11.  Simon Bayer, 19,83

### Diskuswurf

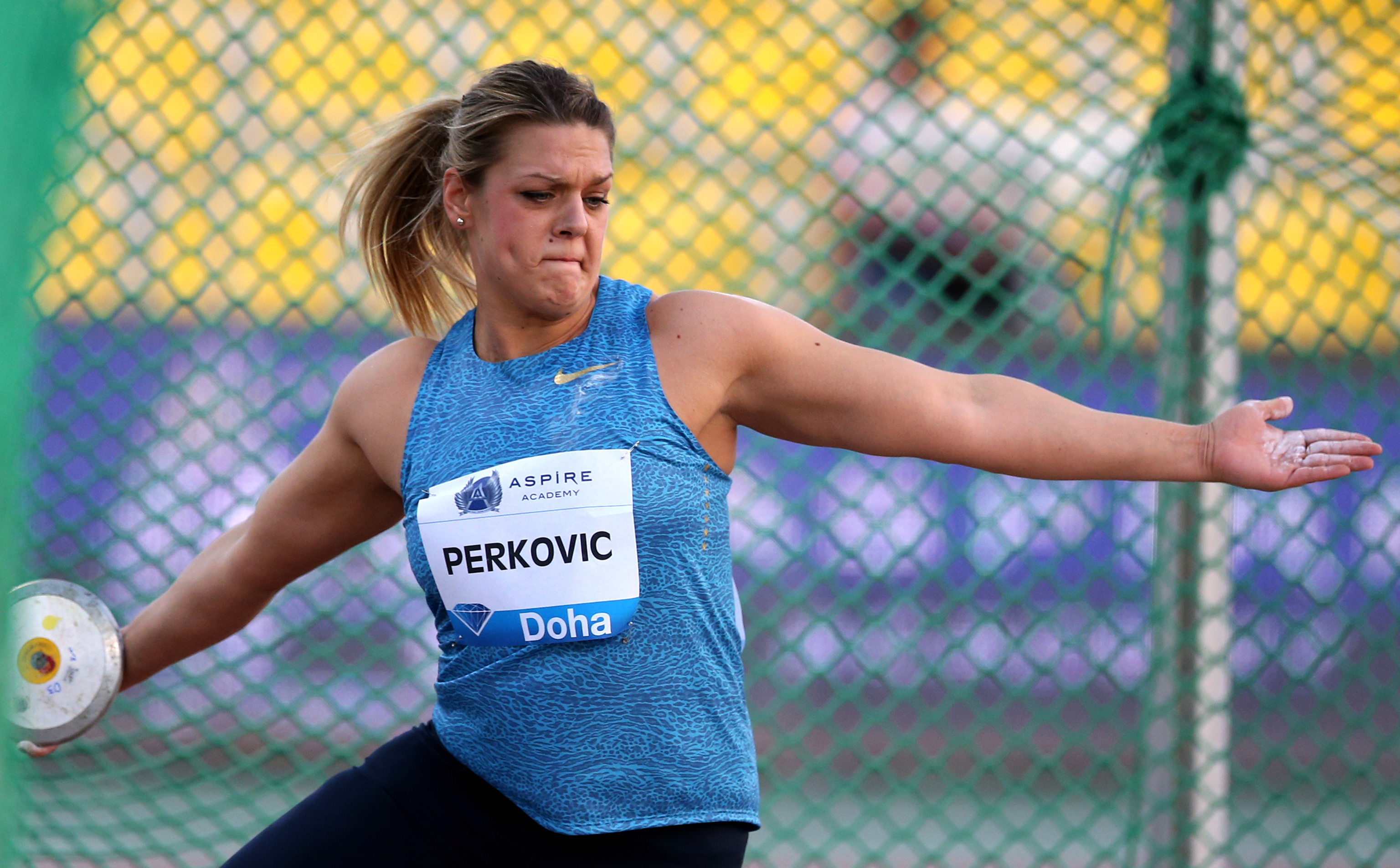
Sandra Perković mit ihrem
sechsten EM-Titel in Folge

| Platz | Athlet                   | Land | Weite (m) |
| ----- | ------------------------ | ---- | --------- |
| 1     | Mykolas Alekna           | LTU  | 69,78 CR  |
| 2     | Kristjan Čeh             | SLO  | 68,28000  |
| 3     | Lawrence Okoye           | GBR  | 67,14 SB  |
| 4     | Simon Pettersson         | SWE  | 67,12000  |
| 5     | Daniel Ståhl             | SWE  | 66,39000  |
| 6     | Andrius Gudžius          | LTU  | 65,40000  |
| 7     | Alin Alexandru Firfirica | ROM  | 64,35000  |
| 8     | Apostolos Parellis       | CYP  | 63,32000  |

Finale: 19. August 2022, 20:20 Uhr

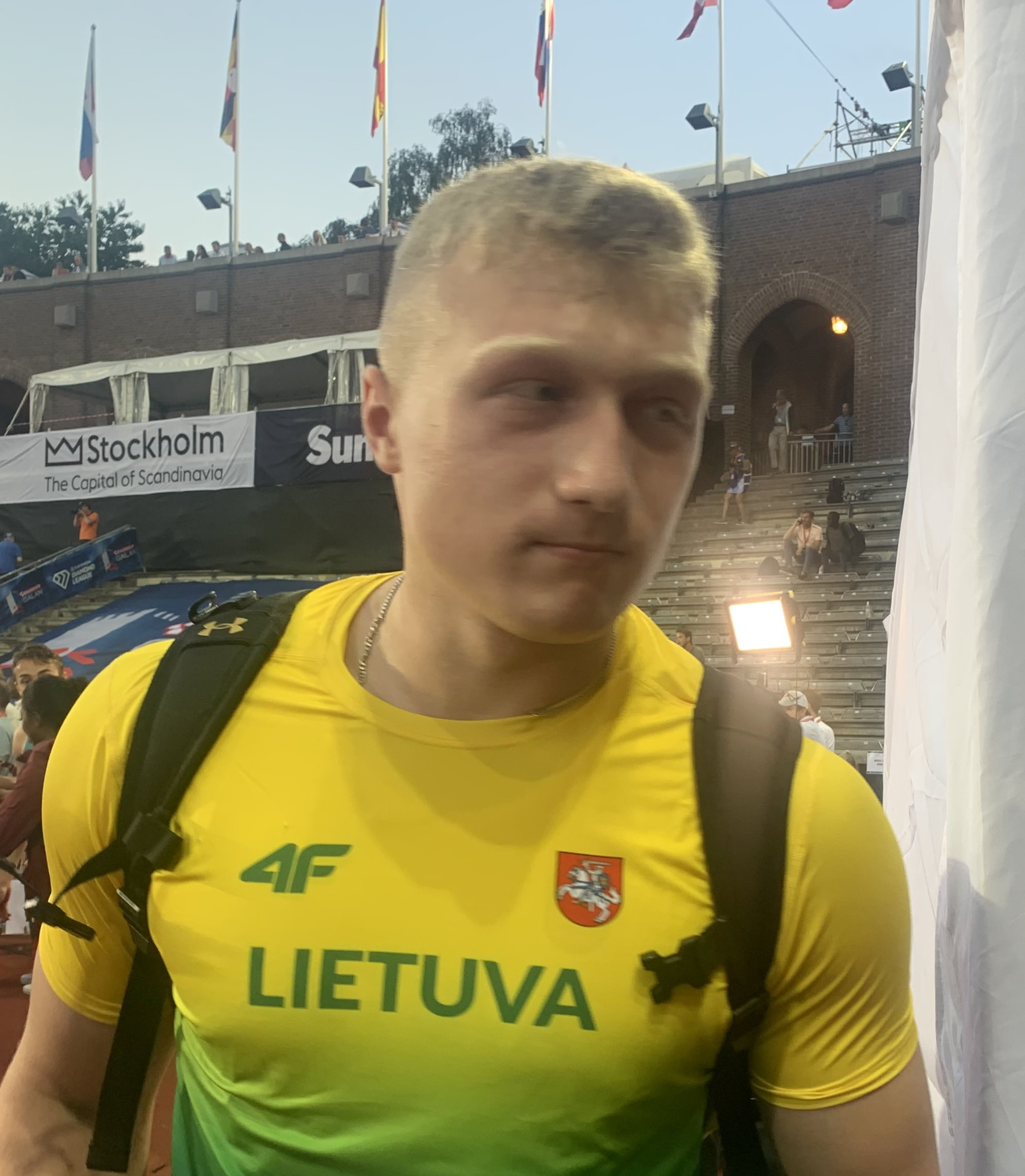
Erster großer internationaler Titel für Mykolas Alekna

Finalteilnehmer aus deutschsprachigen Ländern:

09.  Lukas Weißhaidinger, 63,02

10.  Henrik Janssen, 61,11

### Hammerwurf

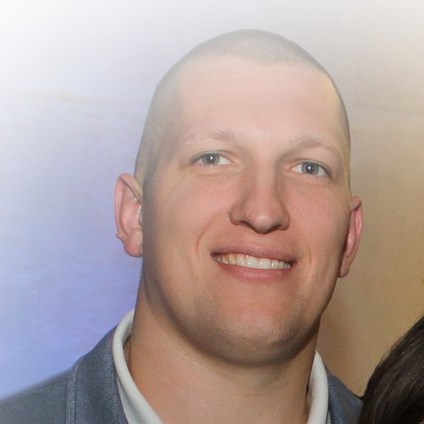
Europameister Wojciech Nowicki

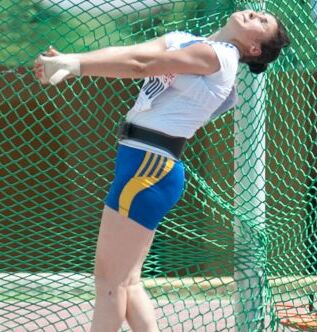
Europameisterin wurde Bianca Ghelber, frühere Bianca Perie

| Platz | Athlet                 | Land | Weite (m) |
| ----- | ---------------------- | ---- | --------- |
| 1     | Wojciech Nowicki       | POL  | 82,00 WL  |
| 2     | Bence Halász           | HUN  | 80,92 PB  |
| 3     | Eivind Henriksen       | NOR  | 79,45000  |
| 4     | Paweł Fajdek           | POL  | 79,15000  |
| 5     | Mychajlo Kochan        | UKR  | 78,48000  |
| 6     | Christos Frantzeskakis | GRE  | 78,20 PB  |
| 7     | Quentin Bigot          | FRA  | 77,48000  |
| 8     | Nick Miller            | GBR  | 77,29 SB  |

Finale: 18. August 2022, 20:10 Uhr

### Speerwurf
| Platz | Athlet              | Land | Weite (m) |
| ----- | ------------------- | ---- | --------- |
| 1     | Julian Weber        | GER  | 87,66000  |
| 2     | Jakub Vadlejch      | CZE  | 87,28000  |
| 3     | Lassi Etelätalo     | FIN  | 86,44 PB  |
| 4     | Vítězslav Veselý    | CZE  | 84,36000  |
| 5     | Toni Kuusela        | FIN  | 80,20000  |
| 6     | Patriks Gailums     | LAT  | 78,82000  |
| 7     | Andrian Mardare     | MDA  | 77,49000  |
| 8     | Rolands Štrobinders | LAT  | 77,10000  |

Finale: 21. August 2022, 19:49 Uhr

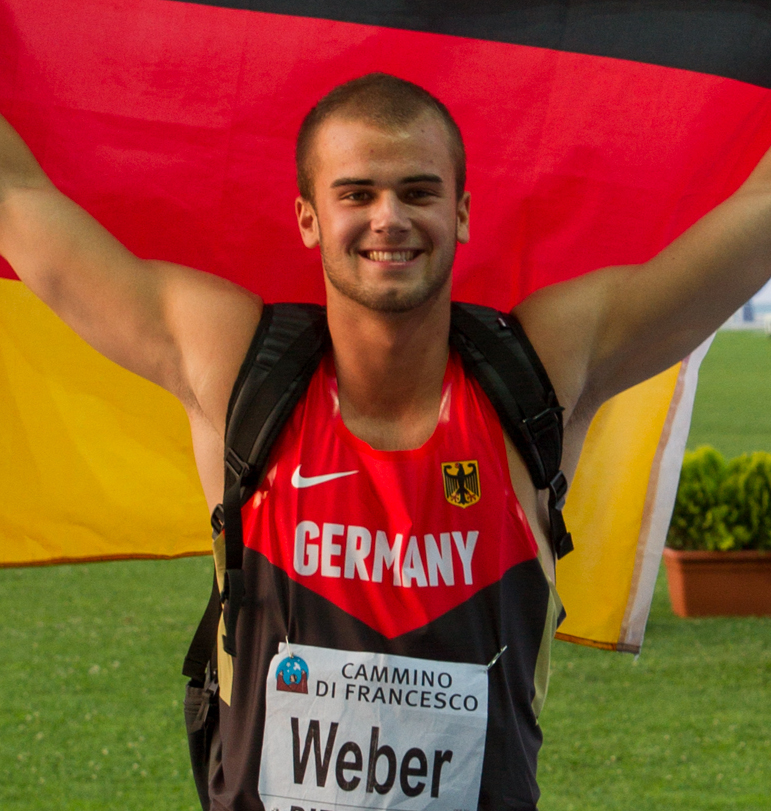
Gold für Julian Weber nach zwei vierten Plätzen bei internationalen Meisterschaften

Weiterer Finalteilnehmer aus einem deutschsprachigen Land:

11.  Andreas Hofmann, 74,75

### Zehnkampf

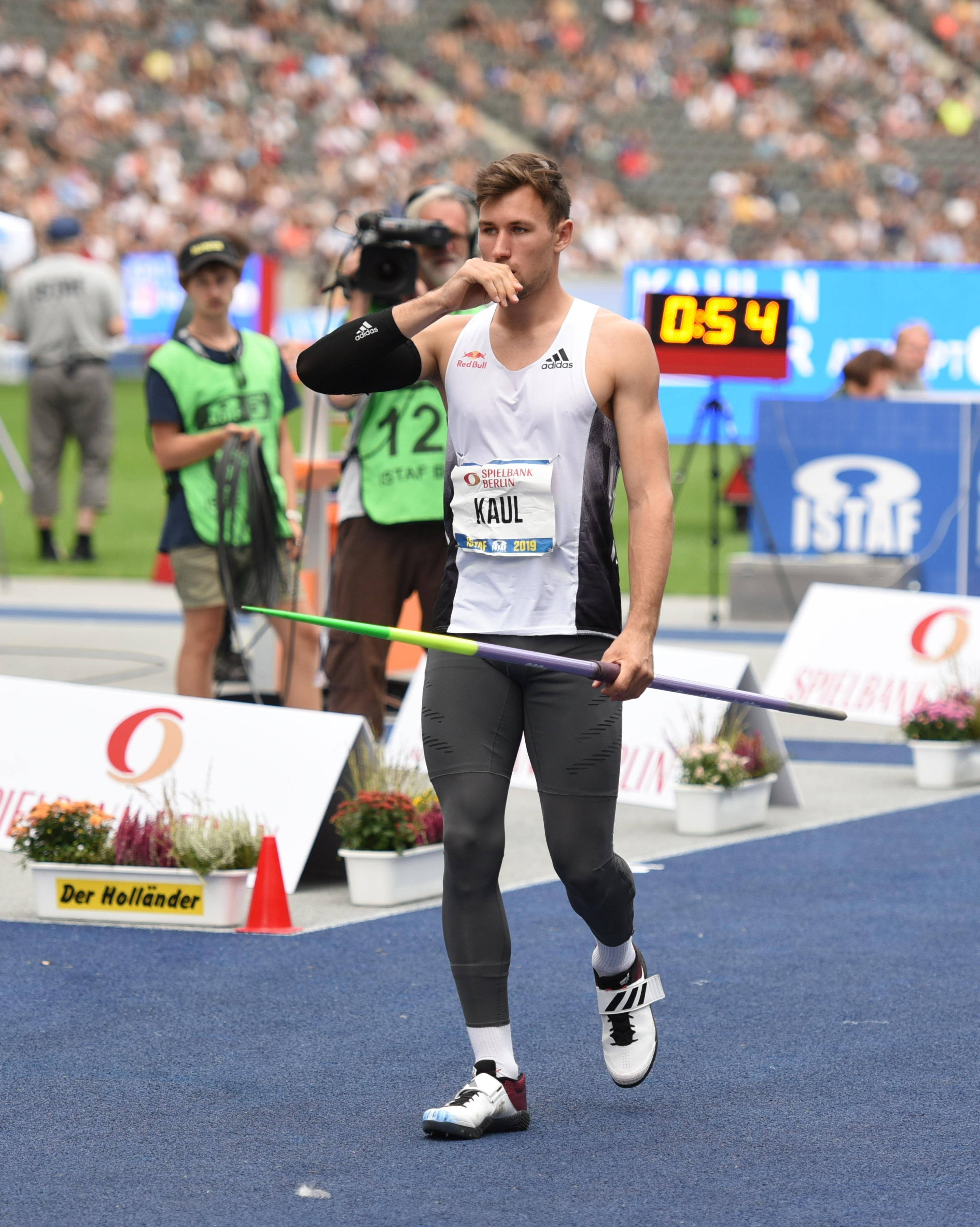
Europameister Niklas Kaul beim Speerwurf

| Platz | Athlet          | Land | Punkte  |
| ----- | --------------- | ---- | ------- |
| 1     | Niklas Kaul     | GER  | 8545000 |
| 2     | Simon Ehammer   | SUI  | 8468 NR |
| 3     | Janek Õiglane   | EST  | 8346000 |
| 4     | Marcus Nilsson  | SWE  | 8327000 |
| 5     | Maicel Uibo     | EST  | 8234000 |
| 6     | Dario Dester    | ITA  | 8218 NR |
| 7     | Sander Skotheim | NOR  | 8211000 |
| 8     | Kai Kazmirek    | GER  | 8151000 |

Datum: 15./16. August 2022

## Resultate Frauen

### 100 m
| Platz | Athletin           | Land | Zeit (s) |
| ----- | ------------------ | ---- | -------- |
| 1     | Gina Lückenkemper  | GER  | 10,99 SB |
| 2     | Mujinga Kambundji  | SUI  | 10,99000 |
| 3     | Daryll Neita       | GBR  | 11,00000 |
| 4     | Ewa Swoboda        | POL  | 11,18000 |
| 5     | Imani Lansiquot    | GBR  | 11,21000 |
| 6     | María Isabel Pérez | ESP  | 11,28000 |
| 7     | Zaynab Dosso       | ITA  | 11,37000 |
| 8     | Dina Asher-Smith   | GBR  | 16,03000 |

Finale: 16. August 2022, 22:25 Uhr
Wind: +0,1 m/s

### 200 m
| Platz | Athletin            | Land | Zeit (s) |
| ----- | ------------------- | ---- | -------- |
| 1     | Mujinga Kambundji   | SUI  | 22,32000 |
| 2     | Dina Asher-Smith    | GBR  | 22,43000 |
| 3     | Ida Karstoft        | DEN  | 22,72000 |
| 4     | Jodie Williams      | GBR  | 22,85 SB |
| 5     | Lieke Klaver        | NED  | 22,88000 |
| 6     | Shana Grebo         | FRA  | 23,06000 |
| 7     | Dalia Kaddari       | ITA  | 23,19000 |
| 8     | Alexandra Burghardt | GER  | 23,24000 |

Finale: 19. August 2022, 22:22 Uhr
Wind: +0,4 m/s

### 400 m
| Platz | Athletin               | Land | Zeit (s)    |
| ----- | ---------------------- | ---- | ----------- |
| 1     | Femke Bol              | NED  | 49,44 EL/NR |
| 2     | Natalia Kaczmarek      | POL  | 49,94000000 |
| 3     | Anna Kiełbasińska      | POL  | 50,29000000 |
| 4     | Victoria Ohuruogu      | GBR  | 50,51000000 |
| 5     | Rhasidat Adeleke       | IRL  | 50,53 NR000 |
| 6     | Lieke Klaver           | NED  | 50,56000000 |
| 7     | Cynthia Bolingo Mbongo | BEL  | 50,94000000 |
| 8     | Iga Baumgart-Witan     | POL  | 51,28000000 |

Finale: 17. August 2022, 22:02 Uhr

### 800 m
| Platz | Athletin         | Land | Zeit (min) |
| ----- | ---------------- | ---- | ---------- |
| 1     | Keely Hodgkinson | GBR  | 1:59,04    |
| 2     | Rénelle Lamote   | FRA  | 1:59,49    |
| 3     | Anna Wielgosz    | POL  | 1:59,87    |
| 4     | Lore Hoffmann    | SUI  | 1:59,92    |
| 5     | Jemma Reekie     | GBR  | 2:00,31    |
| 6     | Alexandra Bell   | GBR  | 2:00,68    |
| 7     | Christina Hering | GER  | 2:00,82    |
| 8     | Louise Shanahan  | IRL  | 2:01,64    |

Finale: 20. August 2022, 20:18 Uhr

### 1500 m
| Platz | Athletin         | Land | Zeit (min) |
| ----- | ---------------- | ---- | ---------- |
| 1     | Laura Muir       | GBR  | 4:01,08000 |
| 2     | Ciara Mageean    | IRL  | 4:02,56 SB |
| 3     | Sofia Ennaoui    | POL  | 4:03,59000 |
| 4     | Katie Snowden    | GBR  | 4:04,97000 |
| 5     | Hanna Klein      | GER  | 4:05,49000 |
| 6     | Kristiina Mäki   | CZE  | 4:05,73000 |
| 7     | Hanna Hermansson | SWE  | 4:05,76 PB |
| 8     | Ellie Baker      | GBR  | 4:05,83000 |

Finale: 19. August 2022, 20:45 Uhr

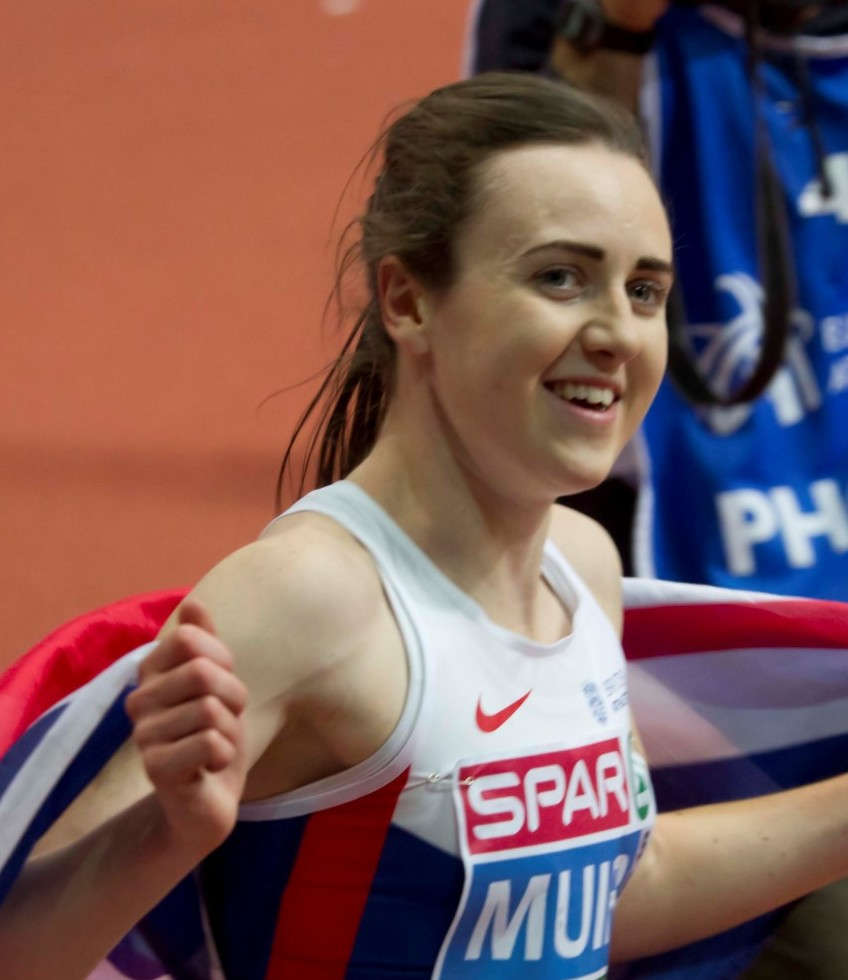
Erfolgreiche Titelverteidigung durch Laura Muir

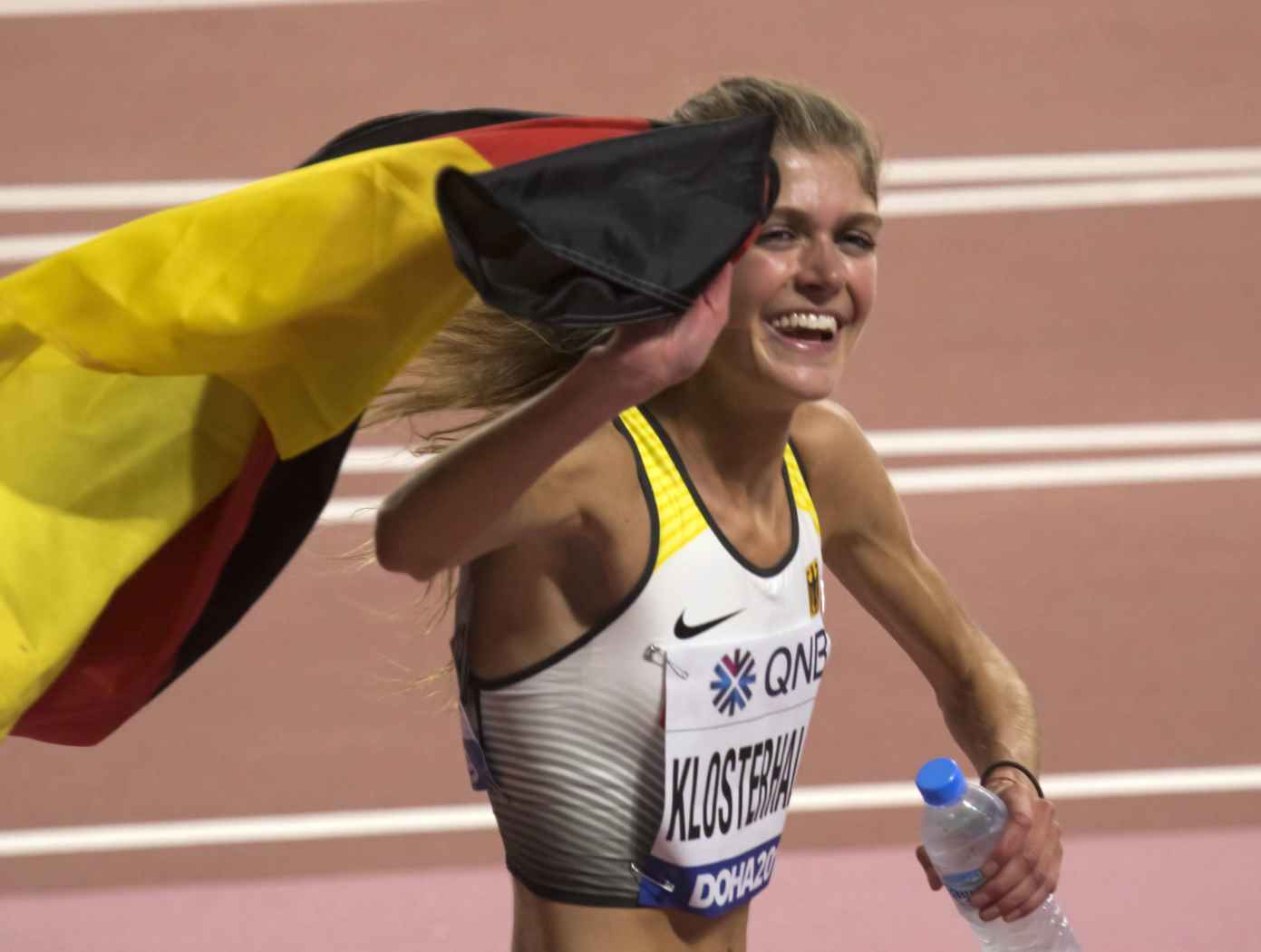
Überraschend wurde Konstanze Klosterhalfen nach ihrem vierten Platz über 10.000 Meter Europameisterin über 5000 Meter

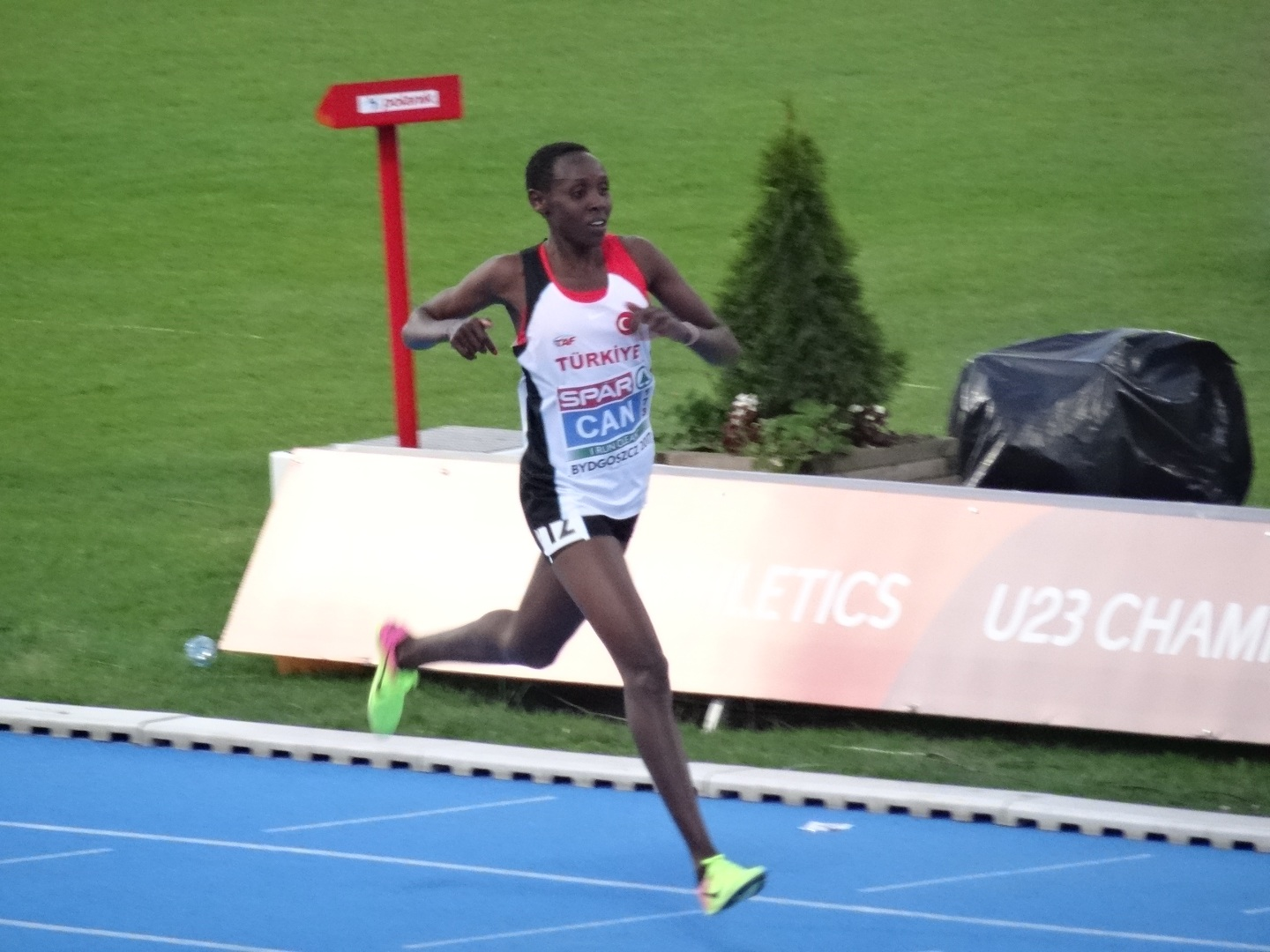
Mit einem Zwischenspurt setzte sich Yasemin Can nach dem siebten Kilometer ab und wurde Europameisterin

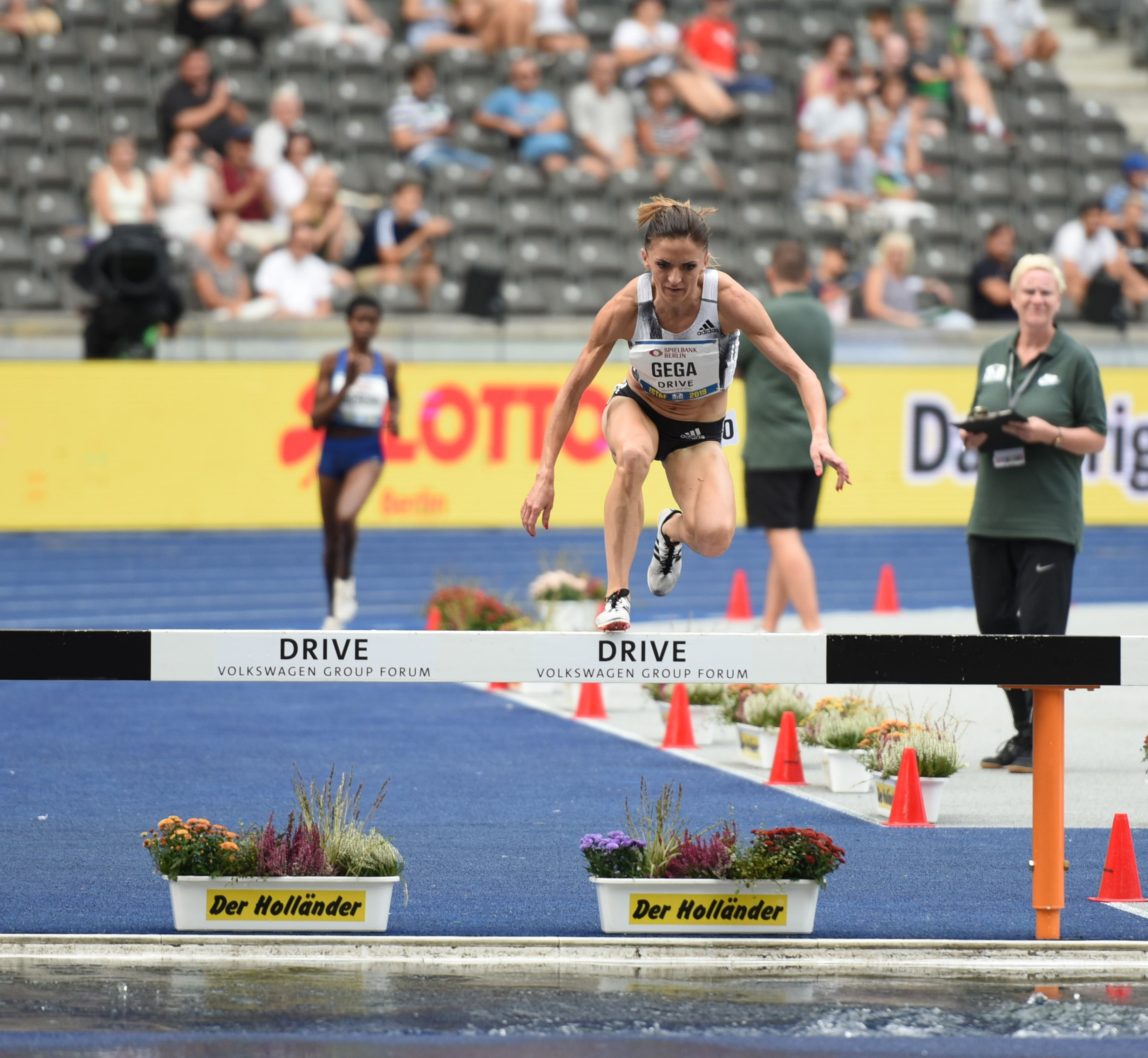
Europameisterin Luiza Gega

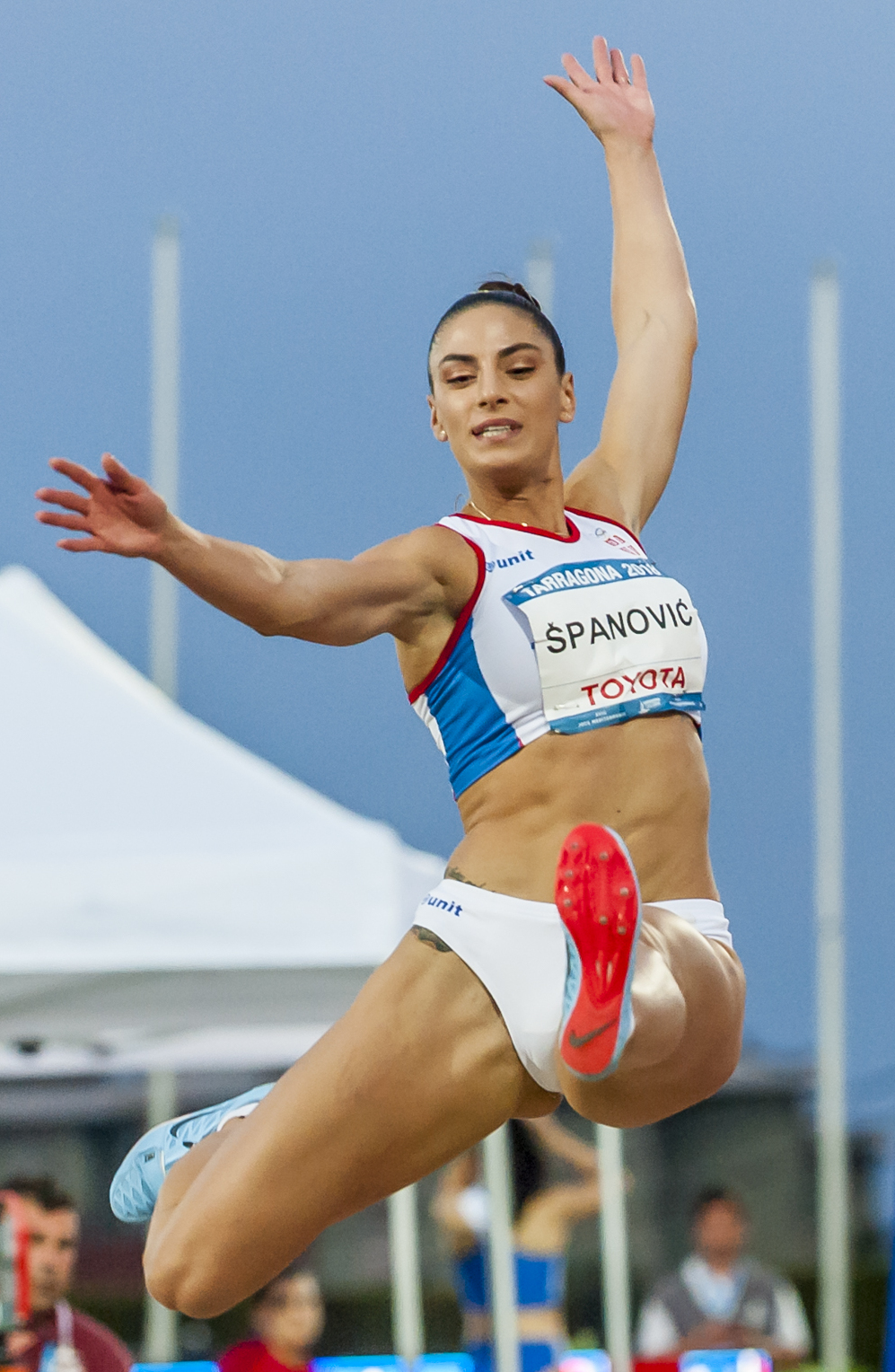
Zweiter EM-Titel für Ivana Vuleta

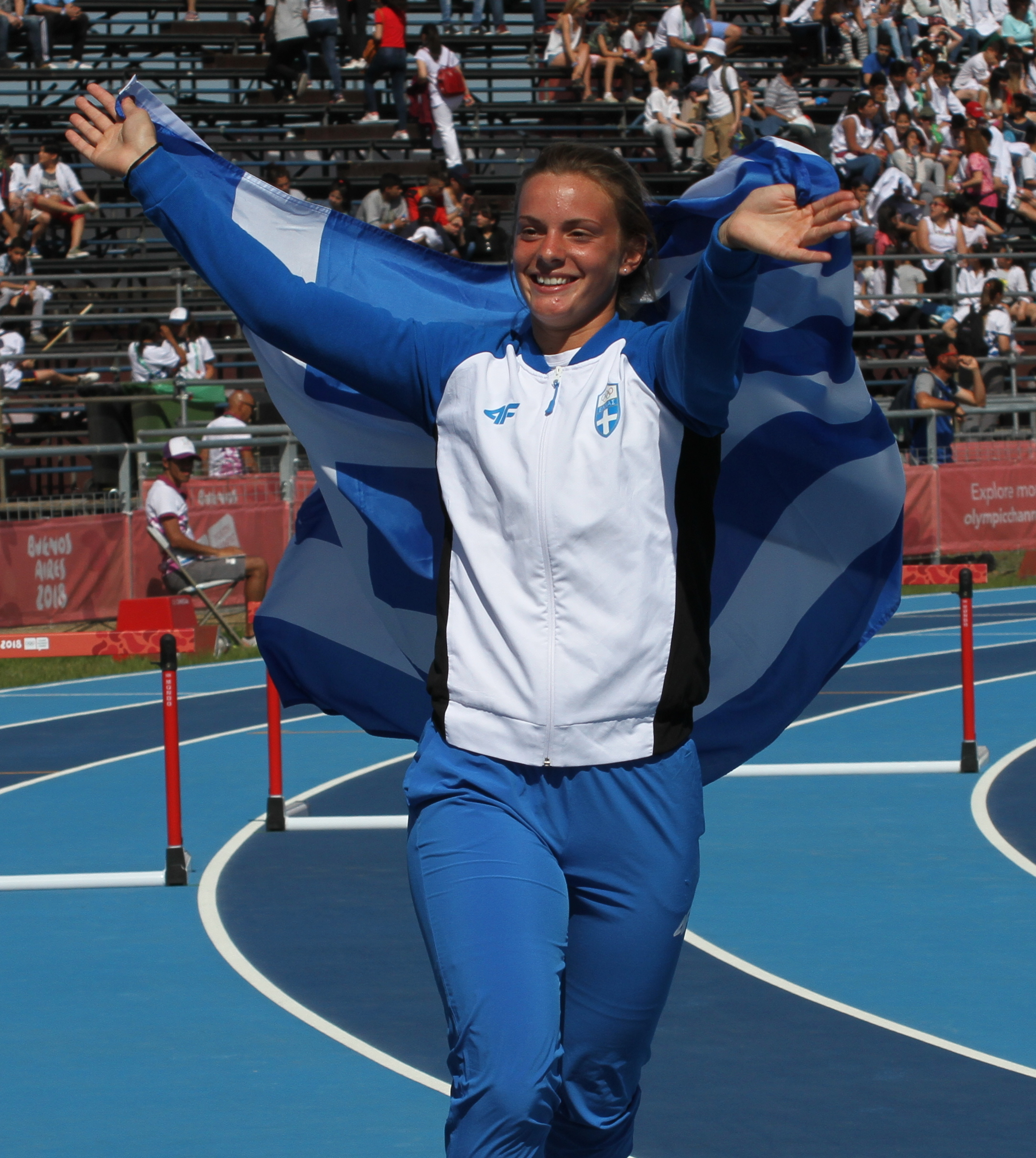
Überraschender Sieg für Elina Tzengko

Weitere Finalteilnehmerin aus einem deutschsprachigen Land:

10.  Katharina Trost, 4:06,95

### 5000 m
| Platz | Athletin                | Land | Zeit (min)  |
| ----- | ----------------------- | ---- | ----------- |
| 1     | Konstanze Klosterhalfen | GER  | 14:50,47000 |
| 2     | Yasemin Can             | TUR  | 14:56,91000 |
| 3     | Eilish McColgan         | GBR  | 14:59,34000 |
| 4     | Maureen Koster          | NLD  | 15:03,29000 |
| 5     | Amy-Eloise Markovc      | GBR  | 15:08,75000 |
| 6     | Calli Thackery          | GBR  | 15:08,79000 |
| 7     | Nadia Battocletti       | ITA  | 15:10,90 SB |
| 8     | Selamawit Teferi        | ISR  | 15:14,36 SB |

Finale: 18. August 2022, 21:25 Uhr
Weitere Finalteilnehmerinnen aus deutschsprachigen Ländern:

011.  Sara Benfares, 15:20,24 PB

DNF:  Alina Reh

### 10.000 m
| Platz | Athletin                | Land | Zeit (min)  |
| ----- | ----------------------- | ---- | ----------- |
| 1     | Yasemin Can             | TUR  | 30:32,57 SB |
| 2     | Eilish McColgan         | GBR  | 30:41,05000 |
| 3     | Lonah Chemtai Salpeter  | ISR  | 30:46,37 NR |
| 4     | Konstanze Klosterhalfen | GER  | 31:05,21 SB |
| 5     | Selamawit Teferi        | ISR  | 31:24,03 SB |
| 6     | Samantha Harrison       | GBR  | 31:46,87000 |
| 7     | Walerija Sinenko        | UKR  | 31:55,60 PB |
| 8     | Alina Reh               | GER  | 32:14,02000 |

Datum: 15. August 2022, 21:48 Uhr
Weitere Finalteilnehmerin aus einem deutschsprachigen Land:

18.  Julia Mayer, 33:57,29

### Marathon, Einzelwertung
| Platz | Athletin            | Land | Zeit (h)   |
| ----- | ------------------- | ---- | ---------- |
| 1     | Aleksandra Lisowska | POL  | 2:28:36 SB |
| 2     | Matea Parlov Koštro | CRO  | 2:28:42000 |
| 3     | Nienke Brinkman     | NED  | 2:28:52000 |
| 4     | Miriam Dattke       | GER  | 2:28:52000 |
| 5     | Giovanna Epis       | ITA  | 2:29:06 SB |
| 6     | Domenika Mayer      | GER  | 2:29:21000 |
| 7     | Fionnuala McCormack | IRL  | 2:29:25 SB |
| 8     | Hanne Verbruggen    | BEL  | 2:29:44 SB |

Datum: 15. August 2022, 10:30 Uhr
Weitere Finalteilnehmerinnen aus deutschsprachigen Ländern:

09.  Fabienne Schlumpf, 2:30:17 SB

10.  Deborah Schöneborn, 2:30:35

12.  Rabea Schöneborn, 2:31:36

15.  Katharina Steinruck, 2:32:41 SB

20.  Kristina Hendel, 2:35:14

### Marathon, Mannschaftswertung
| Platz | Land           | Athletinnen | Zeit (h) |
| ----- | -------------- | --- | -------- |
| 1     | Deutschland    | Miriam Dattke, 2:28:52 Domenika Mayer, 2:29:21 Deborah Schöneborn, 2:30:35 Rabea Schöneborn, 2:31:36 Katharina Steinruck, 2:32:41 Kristina Hendel, 2:35:14 | 7:28:48  |
| 2     | Spanien        | Marta Galimany, 2:31:14 Irene Pelayo, 2:33:15 Elena Loyo, 2:34:56 Laura Méndez, 2:39:15                                                                    | 7:39:25  |
| 3     | Polen          | Aleksandra Lisowska, 2:28:36 Angelika Mach, 2:35:03 Monika Jackiewicz, 2:37:15 Izabela Paszkiewicz, DNF Katarzyna Jankowska, DNF                           | 7:40:54  |
| 4     | Belgien        | Hanne Verbruggen, 2:29:44 Mieke Gorissen, 2:31:48 Astrid Verhoeven, 2:40:03                                                                                | 7:41:35  |
| 5     | Irland         | Fionnuala McCormack, 2:29:25 Ann-Marie McGlynn, 2:38:26 Aoife Cooke, 2:40:37                                                                               | 7:48:28  |
| 6     | Großbritannien | Alice Wright, 2:35:33 Naomi Mitchell, 2:36:44 Becky Briggs, 2:39:02 Rosie Edwards, 2:40:47                                                                 | 7:51:19  |
| 7     | Tschechien     | Tereza Hrochová, 2:36:00 Marcela Joglová, 2:36:26 Moira Stewartová, 2:43:03                                                                                | 7:55:29  |
| 8     | Niederlande    | Nienke Brinkman, 2:28:52 Jill Holterman, 2:35:25 Bo Ummels, 3:00:56 Ruth van der Meijden, DNF                                                              | 8:05:13  |

Datum: 15. August 2022, 10:30 Uhr
In die Wertung kamen die jeweils drei besten Läuferinnen eines Landes. Ihre Zeiten wurden addiert und führten so zum Resultat. Die Medaillen wurden unabhängig von der Zahl der jeweiligen Teilnehmerinnen an das gesamte Team vergeben.
Erstmals kam auch die Teamwertung des Marathonlaufs als Disziplin in die offizielle Medaillenzählung.

### 100 m Hürden
| Platz | Athletin            | Land | Zeit (s)  |
| ----- | ------------------- | ---- | --------- |
| 1     | Pia Skrzyszowska    | POL  | 12,530000 |
| 2     | Luca Kozák          | HUN  | 12,69 NRe |
| 3     | Ditaji Kambundji    | SUI  | 12,740000 |
| 4     | Nadine Visser       | NED  | 12,750000 |
| 5     | Sarah Lavin         | IRL  | 12,860000 |
| 6     | Mette Graversgaard  | DEN  | 12,990000 |
| 7     | Cyréna Samba-Mayela | FRA  | 13,050000 |
| 8     | Cindy Sember        | GBR  | 13,160000 |

Finale: 21. August 2022, 20:47 Uhr
Wind: −0,1 m/s

### 400 m Hürden
| Platz | Athletin            | Land | Zeit (s) |
| ----- | ------------------- | ---- | -------- |
| 1     | Femke Bol           | NED  | 52,67 CR |
| 2     | Wiktorija Tkatschuk | UKR  | 54,30000 |
| 3     | Anna Ryschykowa     | UKR  | 54,86000 |
| 4     | Sara Gallego        | ESP  | 54,97000 |
| 5     | Amalie Iuel         | NOR  | 55,32000 |
| 6     | Viivi Lehikoinen    | FIN  | 55,58000 |
| 7     | Ayomide Folorunso   | ITA  | 55,91000 |
| 8     | Carolina Krafzik    | GER  | 56,02000 |

Finale: 19. August 2022, 21:45 Uhr

### 3000 m Hindernis
| Platz | Athletin          | Land | Zeit (min) |
| ----- | ----------------- | ---- | ---------- |
| 1     | Luiza Gega        | ALB  | 9:11,31 CR |
| 2     | Lea Meyer         | GER  | 9:15,35 PB |
| 3     | Elizabeth Bird    | GBR  | 9:23,18000 |
| 4     | Alicja Konieczek  | POL  | 9:25,15 PB |
| 5     | Tuğba Güvenç      | TUR  | 9:25,58 PB |
| 6     | Claudia Prisecaru | ROM  | 9:35,17000 |
| 7     | Aimee Pratt       | GBR  | 9:35,31000 |
| 8     | Adva Cohen        | ISR  | 9:36,84000 |

Finale: 20. August 2022, 22:13 Uhr
Weitere Finalteilnehmerinnen aus deutschsprachigen Ländern:

12.  Elena Burkard, 9:39,63 SB

13.  Chiara Scherrer, 9:43,95

### 4 × 100 m Staffel
| Platz | Land           | Athletinnen | Zeit (s) |
| ----- | -------------- | --- | -------- |
| 1     | Deutschland    | Alexandra Burghardt Lisa Mayer Gina Lückenkemper (Finale) Rebekka Haase im Vorlauf außerdem: Jessica-Bianca Wessolly                                | 42,34000 |
| 2     | Polen          | Pia Skrzyszowska (Finale) Anna Kiełbasińska (Finale) Marika Popowicz-Drapała Ewa Swoboda im Vorlauf außerdem: Magdalena Stefanowicz Martyna Kotwiła | 42,61 NR |
| 3     | Italien        | Zaynab Dosso Dalia Kaddari (Finale) Anna Bongiorni Alessia Pavese im Vorlauf außerdem: Gloria Hooper                                                | 42.84000 |
| 4     | Spanien        | Sonia Molina-Prados Jaël Bestué Paula Sevilla María Isabel Pérez                                                                                    | 43,03000 |
| 5     | Niederlande    | N’ketia Seedo Zoë Sedney Jamile Samuel (Finale) Naomi Sedney im Vorlauf außerdem: Minke Bisschops                                                   | 43,03 SB |
| 6     | Belgien        | Elise Mehuys Delphine Nkansa Rani Vincke Rani Rosius                                                                                                | 43,98000 |
| DNF   | Frankreich     | Floriane Gnafoua Gémima Joseph Hélène Parisot Mallory Leconte                                                                                       |          |
| DNF   | Großbritannien | Asha Philip Imani Lansiquot Ashleigh Nelson Dina Asher-Smith (Finale) im Vorlauf außerdem: Bianca Williams                                          |          |

Finale: 21. August 2022, 21:22 Uhr

### 4 × 400 m Staffel
| Platz | Land           | Athletinnen | Zeit (min) |
| ----- | -------------- | --- | ---------- |
| 1     | Niederlande    | Eveline Saalberg (Finale) Lieke Klaver Lisanne de Witte Femke Bol (Finale) im Vorlauf außerdem: Andrea Bouma Laura de Witte                               | 3:20,87 EL |
| 2     | Polen          | Anna Kiełbasińska (Finale) Iga Baumgart-Witan (Finale) Justyna Święty-Ersetic Natalia Kaczmarek im Vorlauf außerdem: Kinga Gacka Małgorzata Hołub-Kowalik | 3:21,68 SB |
| 3     | Großbritannien | Victoria Ohuruogu (Finale) Ama Pipi Jodie Williams (Finale) Nicole Yeargin im Vorlauf außerdem: Zoey Clark Laviai Nielsen                                 | 3:21,74 SB |
| 4     | Belgien        | Cynthia Bolingo Mbongo (Finale) Hanne Claes (Finale) Helena Ponette Camille Laus im Vorlauf außerdem: Naomi Van Den Broeck Imke Vervaet                   | 3:22,12 NR |
| 5     | Deutschland    | Luna Thiel Mona Mayer Alica Schmidt Carolina Krafzik (Finale) im Vorlauf außerdem: Jessica-Bianca Wessolly                                                | 3:26,09 SB |
| 6     | Irland         | Sophie Becker Phil Healy Rhasidat Adeleke Sharlene Mawdsley                                                                                               | 3:26,63000 |
| 7     | Schweiz        | Silke Lemmens Julia Niederberger Annina Fahr Sarah King                                                                                                   | 3:26,94000 |
| 8     | Spanien        | Eva Santidrián Aauri Bokesa Berta Segura Sara Gallego (Finale) im Vorlauf außerdem: Laura Hernández                                                       | 3:29,70000 |

Finale: 20. August 2022, 21:45 Uhr

### 20 km Gehen
| Platz | Athletin            | Land | Zeit (h)   |
| ----- | ------------------- | ---- | ---------- |
| 1     | Antigoni Drisbioti  | GRE  | 1:29:03 PB |
| 2     | Katarzyna Zdziebło  | POL  | 1:29:20000 |
| 3     | Saskia Feige        | GER  | 1:29:25 PB |
| 4     | Ljudmyla Oljanowska | UKR  | 1:29:46 SB |
| 5     | Valentina Trapletti | ITA  | 1:29:56000 |
| 6     | Clémence Beretta    | FRA  | 1:30:37 NR |
| 7     | Eliška Martínková   | CZE  | 1:31:44000 |
| 8     | Ana Cabecinha       | POR  | 1:31:56000 |

Datum: 20. August 2022, 10:15 Uhr

### 35 km Gehen
| Platz | Athletin           | Land | Zeit (h)   |
| ----- | ------------------ | ---- | ---------- |
| 1     | Antigoni Drisbioti | GRE  | 2:47:00 CR |
| 2     | Raquel González    | ESP  | 2:49:10000 |
| 3     | Viktória Madarász  | HUN  | 2:49:58000 |
| 4     | Federica Curiazzi  | ITA  | 2:52:06000 |
| 5     | Olga Niedziałek    | POL  | 2:53:12000 |
| 6     | Lidia Barcella     | ITA  | 2:55:04000 |
| 7     | Mar Juárez         | ESP  | 2:55:27000 |
| 8     | Inna Lossewa       | UKR  | 2:57:55000 |

Datum: 16. August 2022, 8:30 Uhr
Finalteilnehmerin aus einem deutschsprachigen Land:

17.  Katrin Schusters, 3:18:38

### Hochsprung
| Platz | Athletin                   | Land | Höhe (m) |
| ----- | -------------------------- | ---- | -------- |
| 1     | Jaroslawa Mahutschich      | UKR  | 1,95000  |
| 2     | Marija Vuković             | MNE  | 1,95000  |
| 3     | Angelina Topić             | SRB  | 1,93000  |
| 4     | Britt Weerman              | NED  | 1,93000  |
| 5     | Iryna Heraschtschenko      | UKR  | 1,93000  |
| 6     | Marie-Laurence Jungfleisch | GER  | 1,90 SB  |
| 7     | Lia Apostolovski           | SLO  | 1,90000  |
| 7     | Morgan Lake                | GBR  | 1,90000  |

Finale: 21. August 2022, 19:05 Uhr

### Stabhochsprung
| Platz | Athletin            | Land | Höhe (m) |
| ----- | ------------------- | ---- | -------- |
| 1     | Wilma Murto         | FIN  | 4,85 CRe |
| 2     | Katerina Stefanidi  | GRE  | 4,75 SB0 |
| 3     | Tina Šutej          | SLO  | 4,750000 |
| 4     | Caroline Bonde Holm | DEN  | 4,55 NR0 |
| 5     | Angelica Moser      | SUI  | 4,550000 |
| 6     | Marie-Julie Bonnin  | FRA  | 4,55 PB0 |
| 7     | Roberta Bruni       | ITA  | 4,550000 |
| 7     | Molly Caudery       | GBR  | 4,550000 |

Finale: 17. August 2022, 20:00 Uhr

### Weitsprung
| Platz | Athletin                | Land | Weite (m) |
| ----- | ----------------------- | ---- | --------- |
| 1     | Ivana Vuleta            | SRB  | 7,06 SB   |
| 2     | Malaika Mihambo         | GER  | 7,03000   |
| 3     | Jazmin Sawyers          | GBR  | 6,80000   |
| 4     | Maryna Bech-Romantschuk | UKR  | 6,76000   |
| 5     | Larissa Iapichino       | ITA  | 6,62000   |
| 6     | Khaddi Sagnia           | SWE  | 6,61000   |
| 7     | Milica Gardašević       | SRB  | 6,52000   |
| 8     | Yanis David             | FRA  | 6,51000   |

Finale: 18. August 2022, 20:58 Uhr
Weitere Finalteilnehmerin aus einem deutschsprachigen Land:

9.  Merle Homeier, 6,42

### Dreisprung
| Platz | Athletin                | Land | Weite (m) |
| ----- | ----------------------- | ---- | --------- |
| 1     | Maryna Bech-Romantschuk | UKR  | 15,02 EL  |
| 2     | Kristiina Mäkelä        | FIN  | 14,64 NR  |
| 3     | Hanna Minenko           | ISR  | 14,45000  |
| 4     | Neele Eckhardt-Noack    | GER  | 14,43000  |
| 5     | Patrícia Mamona         | POR  | 14,41000  |
| 6     | Naomi Metzger           | GBR  | 14,33000  |
| 7     | Senni Salminen          | FIN  | 14,13000  |
| 8     | Elena Taloș             | ROM  | 14,01 SB  |

Finale: 19. August 2022, 20:55 Uhr

### Kugelstoßen
| Platz | Athletin            | Land | Weite (m) |
| ----- | ------------------- | ---- | --------- |
| 1     | Jessica Schilder    | NED  | 20,24 EL  |
| 2     | Auriol Dongmo       | POR  | 19,82 NR  |
| 3     | Jorinde van Klinken | NED  | 18,94000  |
| 4     | Fanny Roos          | SWE  | 18,55000  |
| 5     | Sara Gambetta       | GER  | 18,48000  |
| 6     | Julia Ritter        | GER  | 18,29000  |
| 7     | Axelina Johansson   | SWE  | 18,04000  |
| 8     | Katharina Maisch    | GER  | 18,01000  |

Finale: 15. August 2022, 20:38 Uhr

### Diskuswurf
| Platz | Athletin             | Land | Weite (m) |
| ----- | -------------------- | ---- | --------- |
| 1     | Sandra Perković      | CRO  | 67,95000  |
| 2     | Kristin Pudenz       | GER  | 67,87 PB  |
| 3     | Claudine Vita        | GER  | 65,20 SB  |
| 4     | Jorinde van Klinken  | NED  | 64,43000  |
| 5     | Liliana Cá           | POR  | 63,67000  |
| 6     | Marija Tolj          | CRO  | 63,37000  |
| 7     | Shanice Craft        | GER  | 62,78000  |
| 8     | Mélina Robert-Michon | FRA  | 60,60000  |

Finale: 16. August 2022, 20:55 Uhr

### Hammerwurf
| Platz | Athletin       | Land | Weite (m) |
| ----- | -------------- | ---- | --------- |
| 1     | Bianca Ghelber | ROM  | 72,72000  |
| 2     | Ewa Różańska   | POL  | 72,12 PB  |
| 3     | Sara Fantini   | ITA  | 71,58000  |
| 4     | Hanna Skydan   | AZE  | 70,88000  |
| 5     | Silja Kosonen  | FIN  | 69,45000  |
| 6     | Iryna Klymez   | UKR  | 69,18000  |
| 7     | Réka Gyurátz   | HUN  | 69,02000  |
| 8     | Krista Tervo   | FIN  | 67,85000  |

Finale: 17. August 2022, 21:00 Uhr

### Speerwurf
| Platz | Athletin          | Land | Weite (m) |
| ----- | ----------------- | ---- | --------- |
| 1     | Elina Tzengko     | GRE  | 65,81 PB  |
| 2     | Adriana Vilagoš   | SRB  | 62,01000  |
| 3     | Barbora Špotáková | CZE  | 60,68000  |
| 4     | Réka Szilágyi     | HUN  | 60,57 PB  |
| 5     | Martina Ratej     | SLO  | 59,36 PB  |
| 6     | Liveta Jasiūnaitė | LIT  | 58,95000  |
| 7     | Līna Mūze         | LAT  | 58,11000  |
| 8     | Nikol Tabačková   | CZE  | 57,93000  |

Finale: 20. August, 20:21 Uhr
Weitere Finalteilnehmerin aus einem deutschsprachigen Land:

11.  Annika-Marie Fuchs, 54,52

### Siebenkampf
| Platz | Athletin         | Land | Punkte  |
| ----- | ---------------- | ---- | ------- |
| 1     | Nafissatou Thiam | BEL  | 6628000 |
| 2     | Adrianna Sułek   | POL  | 6532000 |
| 3     | Annik Kälin      | SUI  | 6515 NR |
| 4     | Noor Vidts       | BEL  | 6467000 |
| 5     | Xénia Krizsán    | HUN  | 6372000 |
| 6     | Carolin Schäfer  | GER  | 6223000 |
| 7     | Jade O’Dowda     | GBR  | 6187000 |
| 8     | Bianca Salming   | SWE  | 6185000 |

Datum: 17./18. August 2022

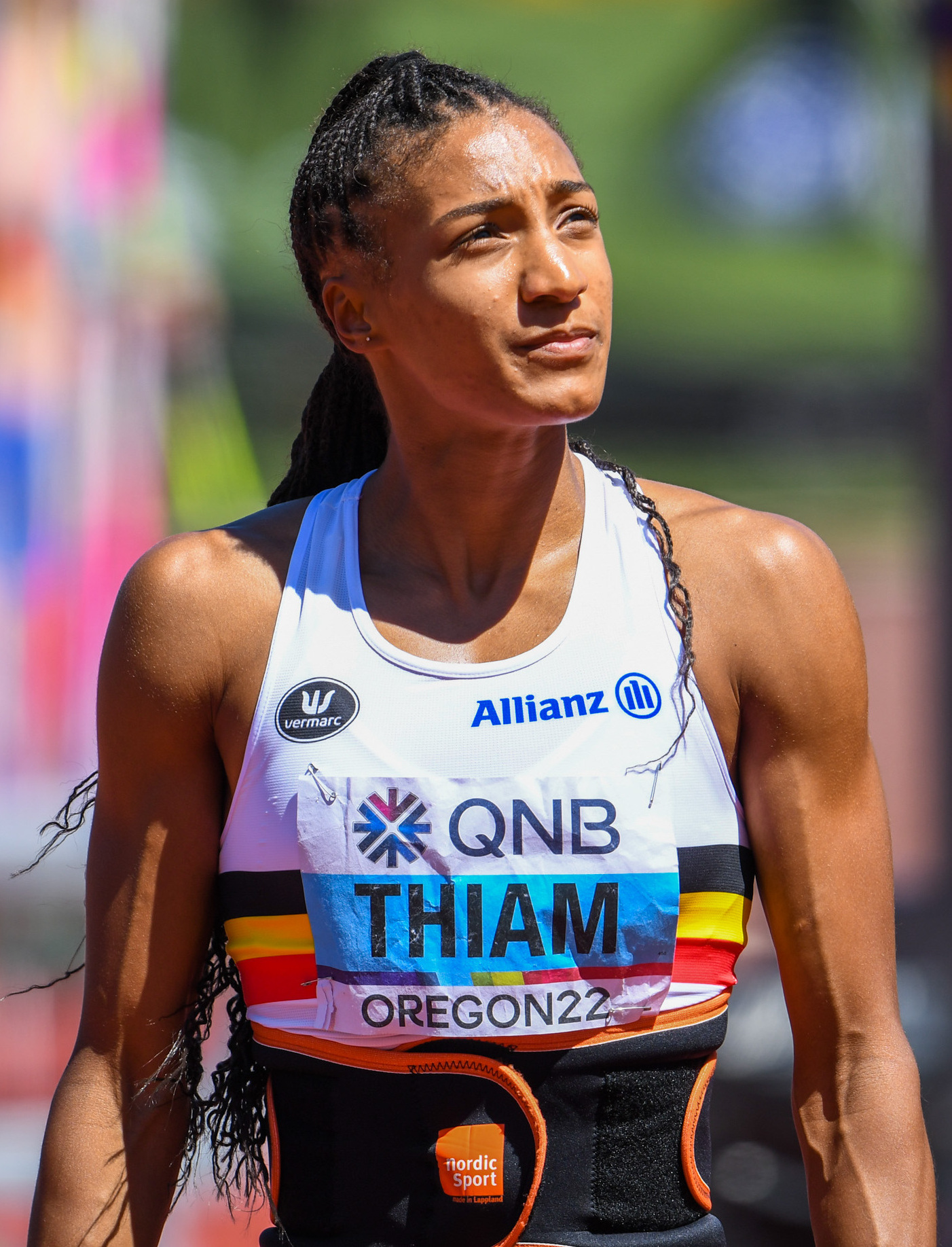
Souverän verteidigte Nafissatou Thiam
ihren EM-Titel

Weitere Finalteilnehmerin aus einem deutschsprachigen Land:

DNF:  Sophie Weißenberg